# 기아 쏘울
기아 쏘울은 기아의 전륜구동 소형 SUV이다.

## 1세대(AM)

### 쏘울(2008년9월~2013년10월)

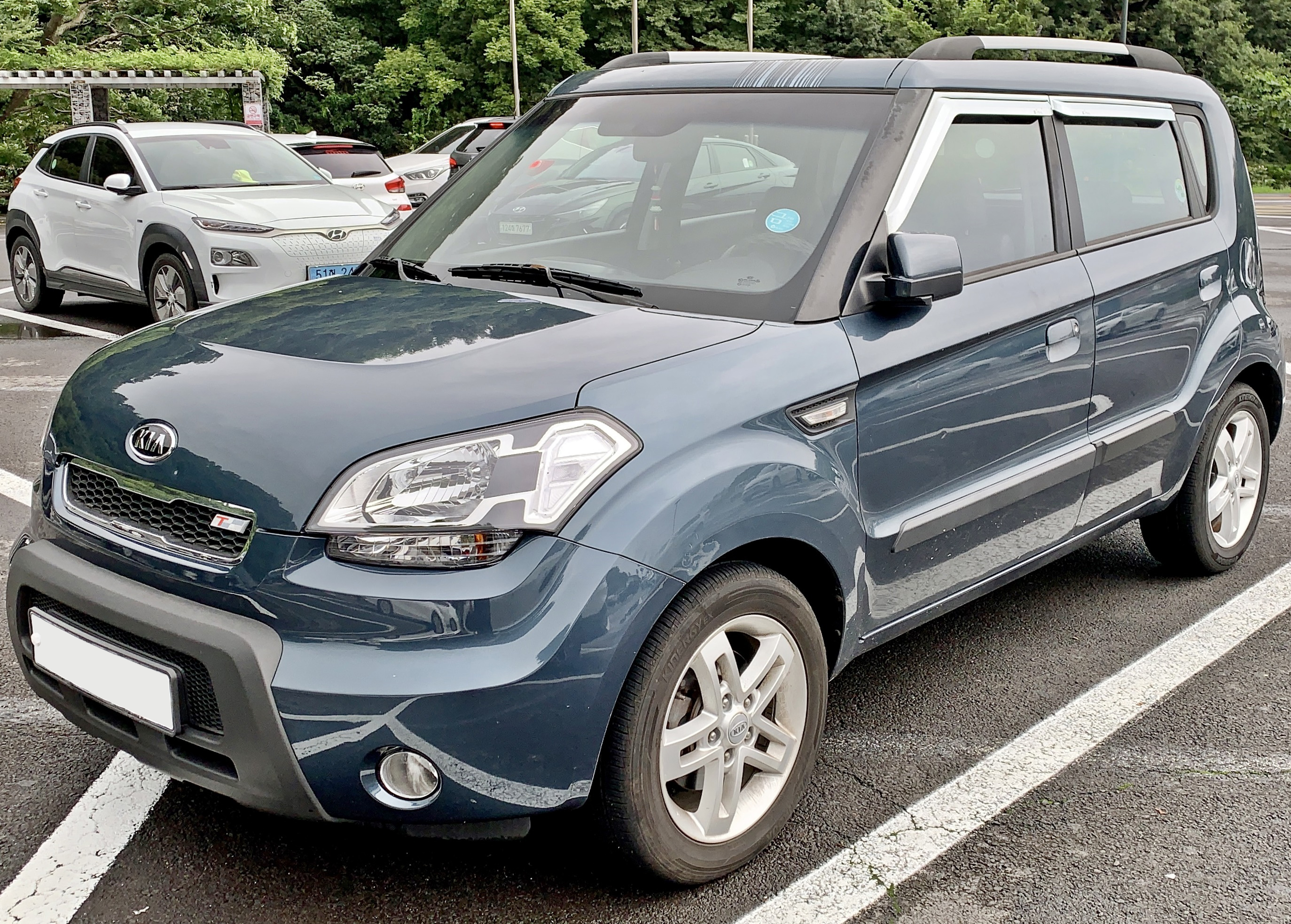
기아 쏘울 (전기형) 정측면

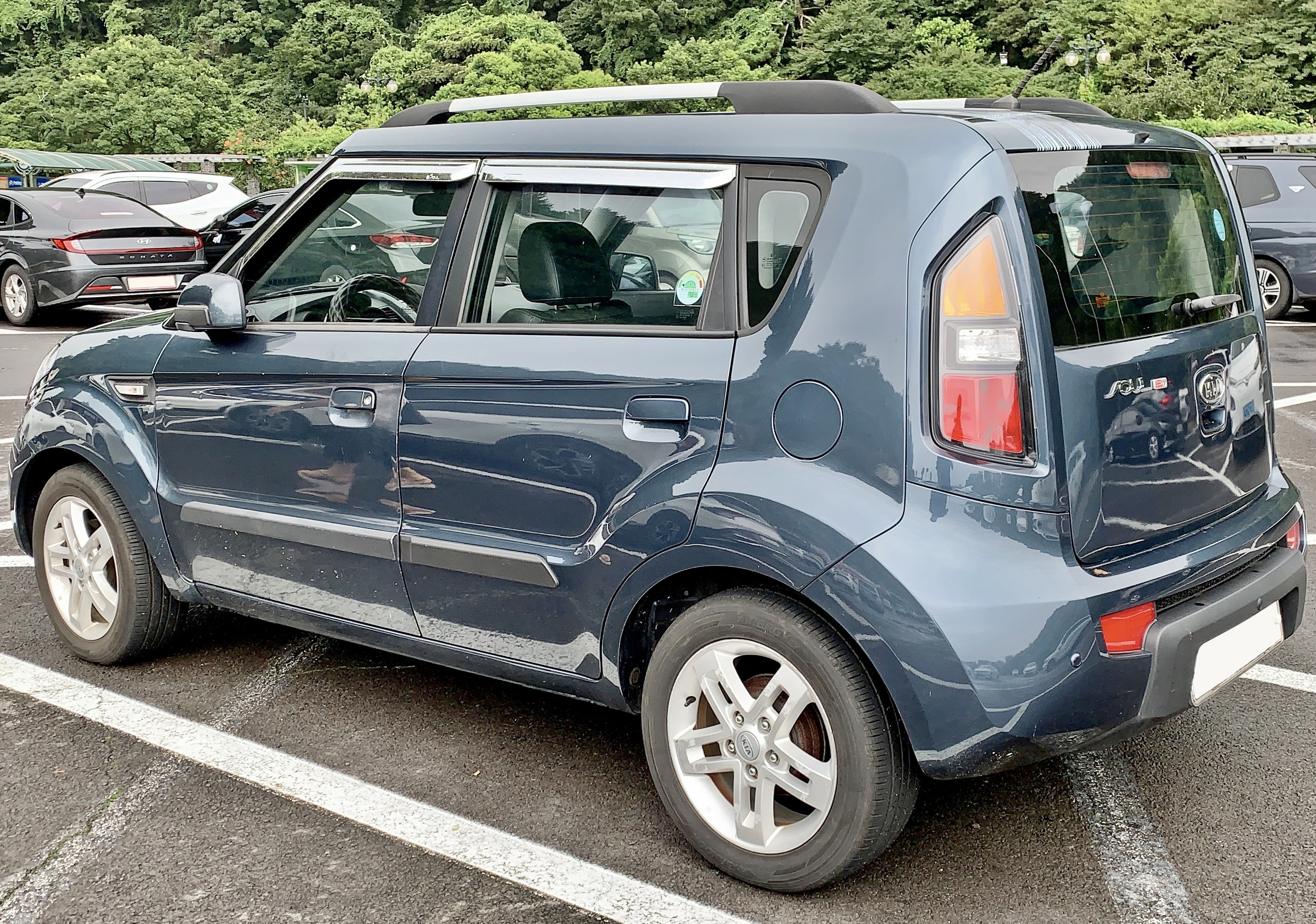
기아 쏘울 (전기형) 후측면

2006년 1월에 개최된 디트로이트 오토쇼에 선보인 컨셉트 카의 디자인을 채용해 양산형으로 개발됐고, 2008년 3월에 개최된 제네바 모터쇼에 쇼 카가 선보였다. 대한민국에서는 같은 해 9월 22일에 출시되었다. 운전자의 개성을 표현할 수 있는 다양한 커스터마이징 제품도 선보였고, 라이팅 스피커와 라이팅 시트(직물 시트에 한함) 등 감각적인 개성을 담았다. 10월 19일에는 1.6ℓ U Ⅱ VGT 커먼레일 디젤 엔진과 2.0ℓ 베타 Ⅱ MPI 엔진이 추가되었다. 2009년 3월에 미국 켈리 블루 북으로부터 2주차에 5개 최고의 추천 차종으로 선정되었고, 레드닷 디자인 어워드에서 자동차 제품 디자인 부문 명예 호명을 수상했다. 유로 NCAP 충돌 테스트에서 최고점인 별 5개를 획득했으며, 국토해양부로부터 올해의 안전한 차에 선정되어 높은 안전성이 입증되었다. 같은 해 9월 1일에 출시된 2010년형은 수동 겸용 부츠 타입 4단 자동변속기를 비롯하여 새로운 그래픽의 계기판, 암레스트 타입 콘솔 박스, 링 발광 타입 라이팅 스피커 등이 적용되었다. 2010년 6월 1일에는 버튼 시동 스마트 키, 풀 오토 에어컨, 급제동 경보 시스템, 운전석과 조수석의 파워 윈도 조명, 6가지 컬러의 새로운 라이팅 스피커, 그립 타입 도어 핸들 등 그동안 요구되었던 편의 사양 및 안전 사양을 대폭 적용한 2011년형 쏘울이 출시되었다. 같은 해 12월 1일에는 1.6ℓ U Ⅱ VGT 엔진의 배기 가스 기준이 유로 4에서 유로 5를 만족할 수 있게 개선되었으며, 연비도 개선되어 환경 부담금이 면제되었다. 2011년 6월 15일에 출시한 페이스리프트 모델 2012년형은 1.6ℓ 감마 MPI 엔진이 1.6ℓ 감마 GDI 엔진으로, 4단 자동변속기가 6단 자동변속기로 대체되었다. 아울러 1열 사이드&커튼 에어백이 모든 트림에 기본 적용되었고, 디자인도 소폭 변경되었다. 프로젝션 헤드램프, LED 포지셔닝 램프, LED 일체형 아웃사이드 미러와 LED 리어램프가 적용되었다. 2012년 5월 15일에 출시된 2013년형은 스티어링 휠 정렬 알림 기능, 지도 표시 색상과 시인성이 개선된 내비게이션, 뒷좌석 중앙 3점식 안전 벨트, 타이어 공기압 경보 장치 등이 신규 적용되었다. 원래 차는 컴팩트 7인승 미니밴으로 나오려고 했다.

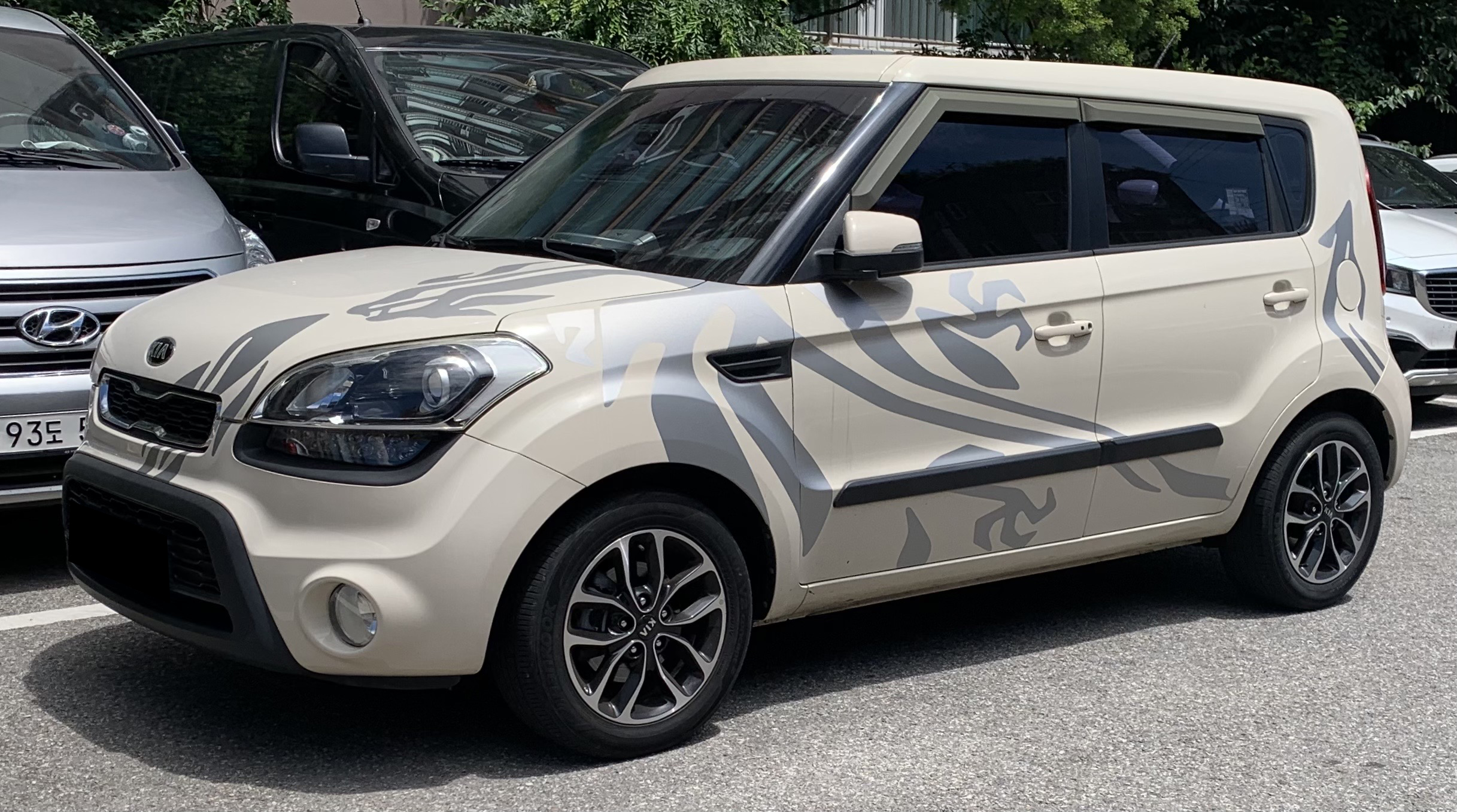
기아 쏘울 (후기형) 정측면
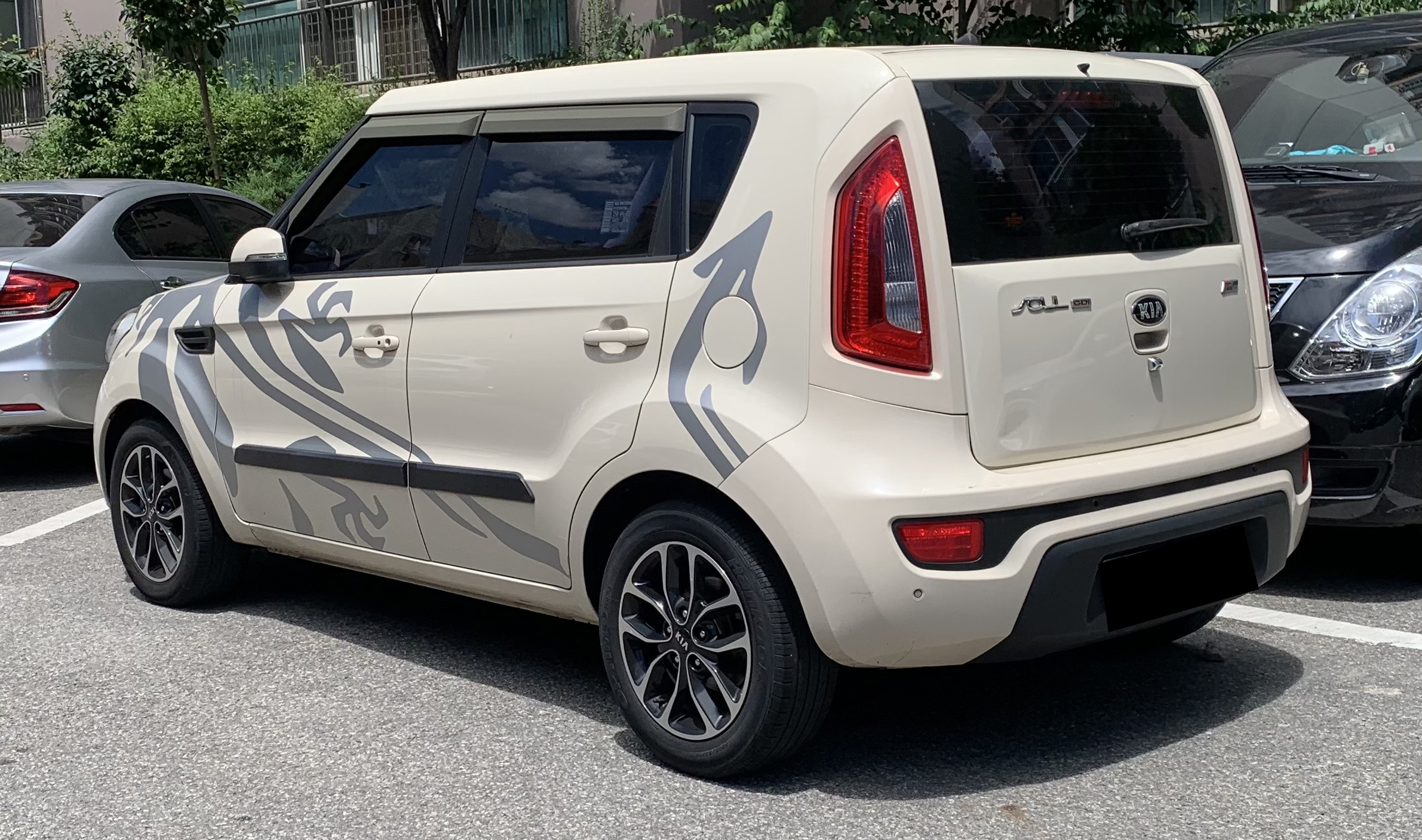
기아 쏘울 (후기형) 후측면
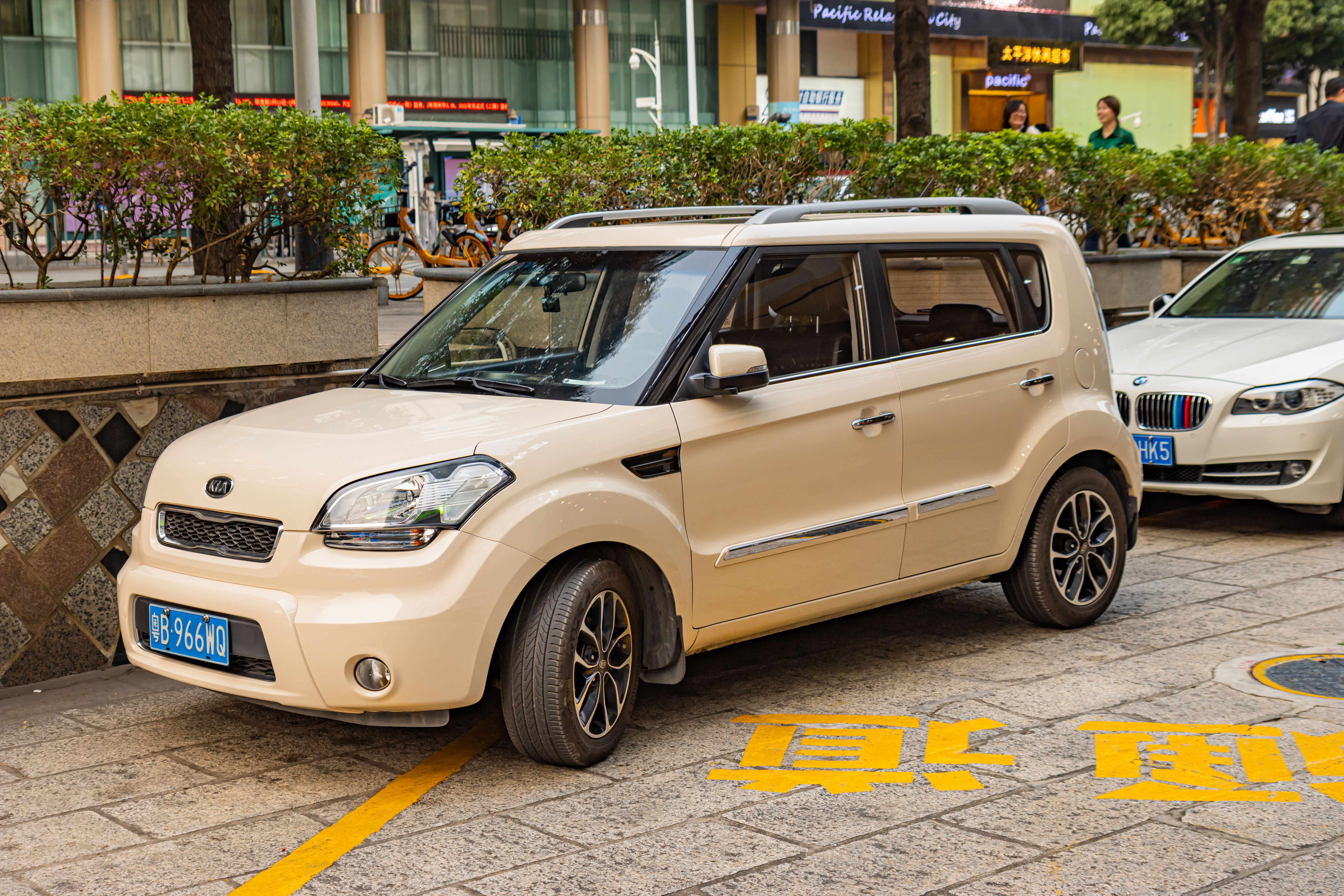
기아 쏘울 (전기형, 중국 현지 차량) 정측면

| 구분                 | 1.6ℓ 감마 MPI (2008년~2011년)    | 1.6ℓ 감마 GDI (2011년~2013년) | 1.6ℓ 감마 GDI 에코 플러스 (ISG 장착) (2011년~2013년)                   | 2.0ℓ 베타 Ⅱ MPI (2008년~2011년) | 1.6ℓ U Ⅱ VGT (2008년~2011년)                                | 1.6ℓ U Ⅱ VGT (2011년~2013년)                                           |
| -------------------- | -------------------------------- | --- | ---------------------------------------------------------------------- | ------------------------------- | ----------------------------------------------------------- | ---------------------------------------------------------------------- |
| 전장 (mm)            | 4,105                            | 4,120 | 4,120                                                                  | 4,105                           | 4,105                                                       | 4,120                                                                  |
| 전폭 (mm)            | 1,785                            | 1,785 | 1,785                                                                  | 1,785                           | 1,785                                                       | 1,785                                                                  |
| 전고 (mm)            | 1,610 1,660(루프랙 적용시)       | 1,610 | 1,610                                                                  | 1,660                           | 1,610 1,660(루프랙 적용시)                                  | 1,610                                                                  |
| 축거 (mm)            | 2,550                            | 2,550 | 2,550                                                                  | 2,550                           | 2,550                                                       | 2,550                                                                  |
| 윤거 (전, mm)        | 1,570(R15)                       | 1,571(R15) 1,551(R18) | 1,571(R15) 1,551(R18)                                                  | —                               | 1,570(R15)                                                  | 1,571(R15) 1,551(R18)                                                  |
| 윤거 (후, mm)        | 1,575(R15)                       | 1,587(R15) 1,567(R18) | 1,587(R15) 1,567(R18)                                                  | —                               | 1,575(R15)                                                  | 1,587(R15) 1,567(R18)                                                  |
| 승차 정원            | 5명                              | 5명 | 5명                                                                    | 5명                             | 5명                                                         | 5명                                                                    |
| 변속기               | 수동 5단 자동 4단                | 수동 6단 자동 6단 | 자동 6단                                                               | 자동 4단                        | 수동 5단 자동 4단                                           | 자동 6단                                                               |
| 서스펜션 (전/후)     | 맥퍼슨 스트럿/토션 빔            | 맥퍼슨 스트럿/토션 빔 | 맥퍼슨 스트럿/토션 빔                                                  | 맥퍼슨 스트럿/토션 빔           | 맥퍼슨 스트럿/토션 빔                                       | 맥퍼슨 스트럿/토션 빔                                                  |
| 구동 형식            | 전륜 구동                        | 전륜 구동 | 전륜 구동                                                              | 전륜 구동                       | 전륜 구동                                                   | 전륜 구동                                                              |
| 연료                 | 가솔린                           | 가솔린 | 가솔린                                                                 | 가솔린                          | 디젤                                                        | 디젤                                                                   |
| 배기량 (cc)          | 1,591                            | 1,591 | 1,591                                                                  | 1,975                           | 1,582                                                       | 1,582                                                                  |
| 최고 출력 (ps/rpm)   | 124/6,300                        | 140/6,300 | 140/6,300                                                              | 142/6,000                       | 128/4,000                                                   | 128/4,000                                                              |
| 최대 토크 (kg*m/rpm) | 15.9/4,300                       | 17.0/4,850 | 17.0/4,850                                                             | 19.0/4,600                      | 26.5/2,000 (이후 26.5/1,900~2,750으로 변경)                 | 26.5/1,900~2,750                                                       |
| 연료 탱크 용량 (ℓ)   | 48                               | 48 | 48                                                                     | 48                              | 48                                                          | 48                                                                     |
| 공차 중량 (kg)       | 1,170(수동 5단)/ 1,190(자동 4단) | 1,170(수동 6단)/ 1,190(자동 6단) | 1,190(자동 6단)                                                        | 1,285(자동 4단)                 | 1,270(수동 5단)/ 1,285(자동 4단)                            | 1,285(자동 6단)                                                        |
| 연비 (km/ℓ)          | 15.8(수동 5단)/ 15.0(자동 4단)   | 16.4(수동 6단)/ 15.7(자동 6단) (이후 도심 11.7/고속 13.2/복합 12.3(수동 6단)/ (이후 도심 11.1/고속 13.4/복합 12.0(자동 6단)으로 변경) | 16.9(자동 6단) (이후 도심 11.2/고속 13.8/복합 12.3(자동 6단)으로 변경) | 12.9(자동 4단)                  | 19.8(수동 5단)/ 15.8(자동 4단) (이후 17.5(자동 4단)로 변경) | 18.0(자동 6단) (이후 도심 12.7/고속 16.0/복합 14.0(자동 6단)으로 변경) |
| Co2 배출량 (g/km)    | 148(수동 5단)/ 156(자동 4단)     | 143(수동 6단)/ 149(자동 6단) (이후 도심 140(수동 6단)/ (이후 도심 144(자동 6단)으로 변경)                                             | 138(자동 6단) (이후 141(자동 6단)으로 변경)                            | 181(자동 4단)                   | 135(수동 5단)/ 170(자동 4단) (이후 154(자동 4단)로 변경)    | 149(자동 6단) (이후 141(자동 6단)으로 변경)                            |

## 2세대(PS)

### 올 뉴 쏘울(2013년10월~2016년8월)

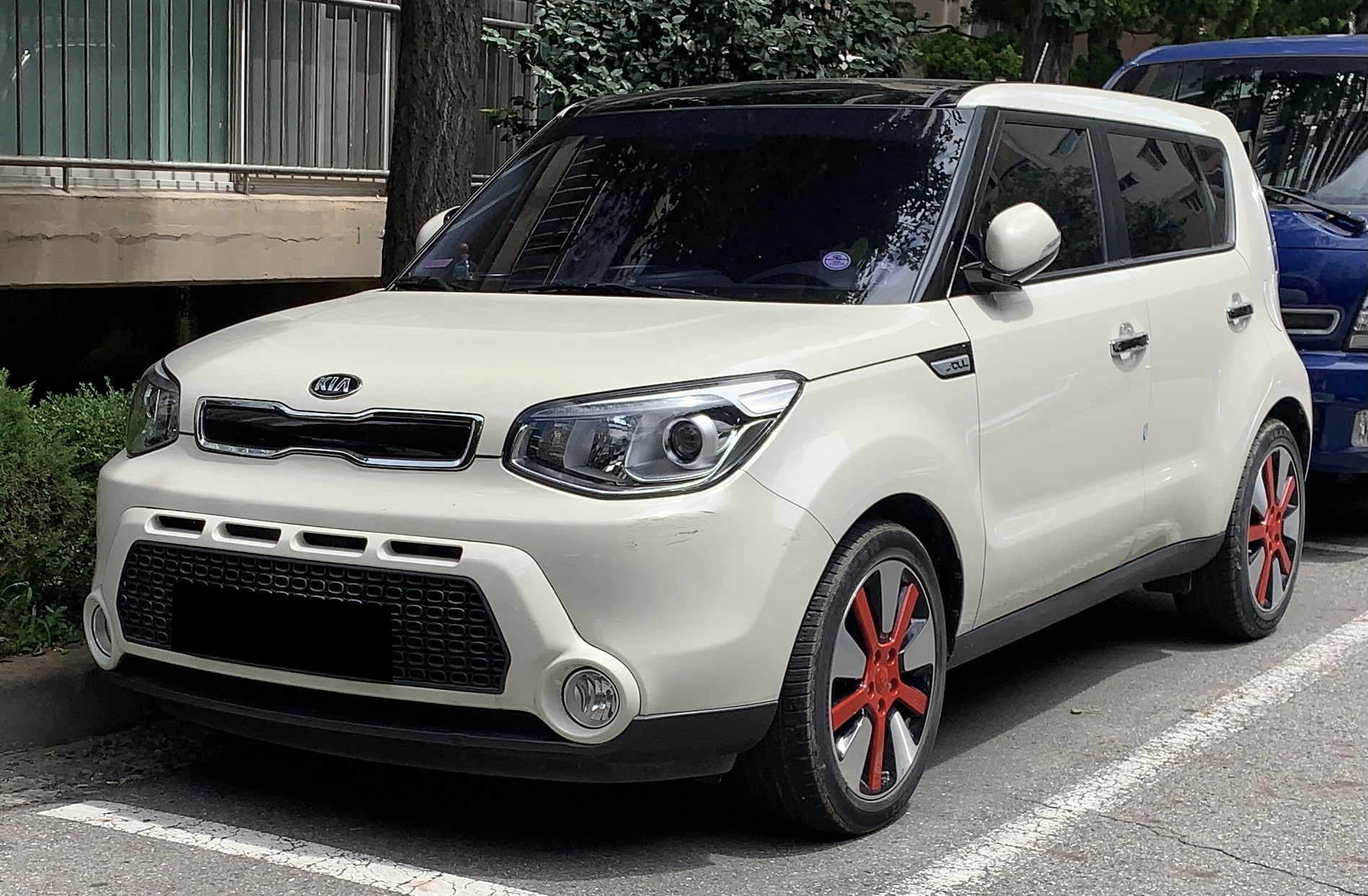
기아 올 뉴 쏘울 정측면

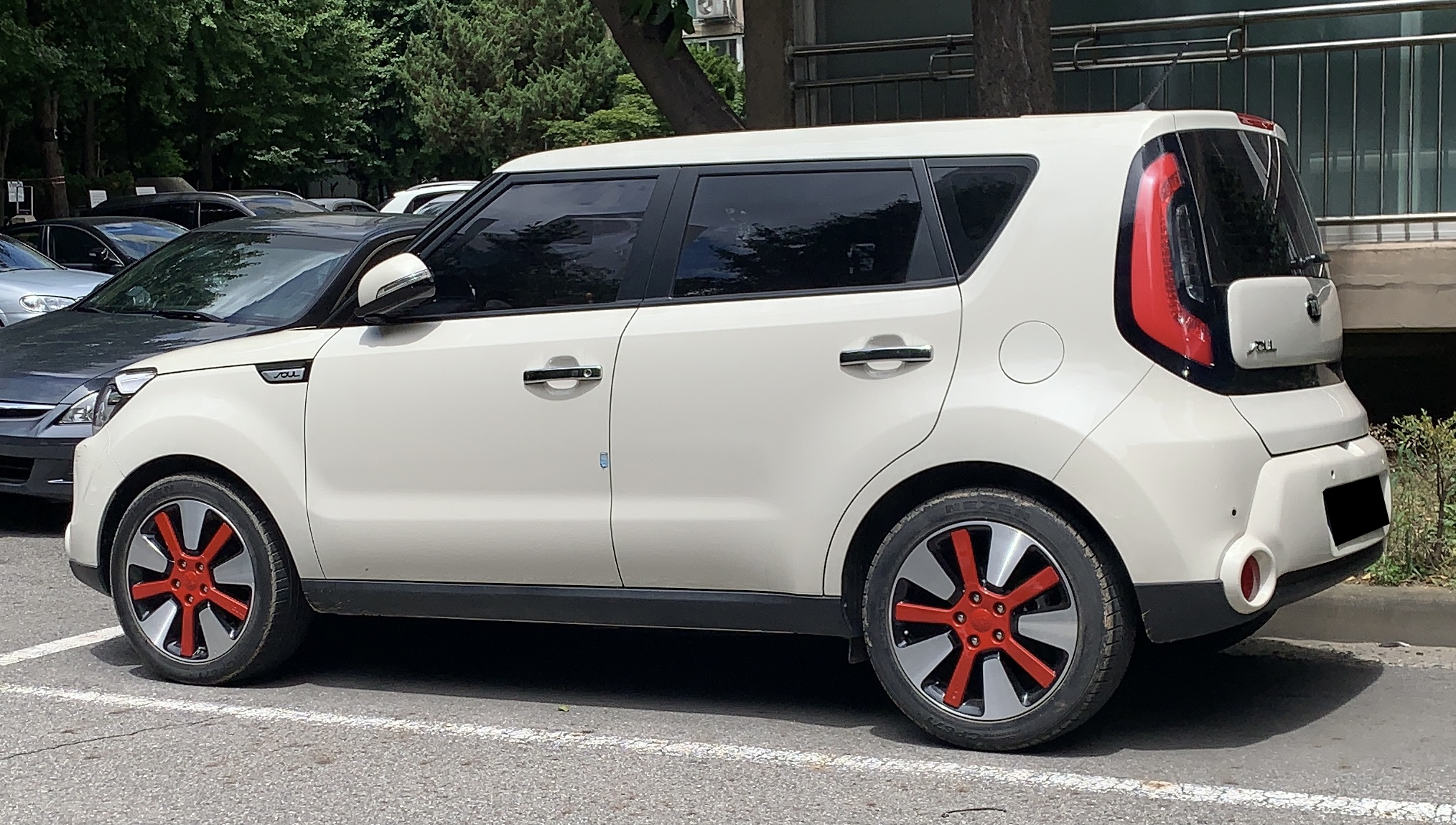
기아 올 뉴 쏘울 후측면

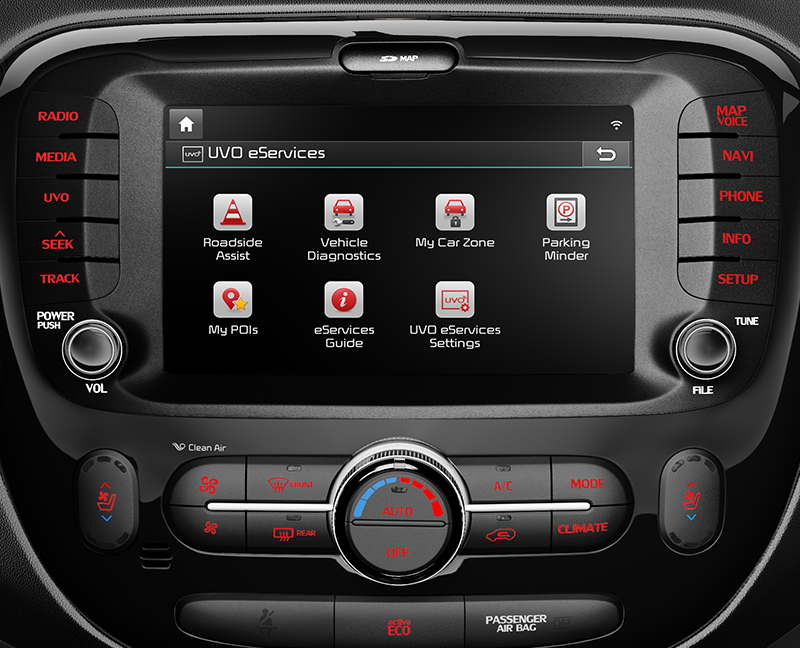
기아 올 뉴 쏘울 네비게이션

2013년 3월에 개최된 뉴욕 국제 오토쇼에서 처음 선보였다. 대한민국에서는 같은 해 올 뉴라는 서브 네임이 붙어 10월 22일에 출시되었다. 페이스 리프트가 아닌 풀 모델 체인지임에도 기존의 디자인을 계승한 점은 대한민국산 자동차 중에서 보기 드문 일로, 유럽 전략 차종인 씨드(JD)의 플랫폼을 공유한다. 기존 블랙 컬러의 A 필러와 캐노피 스타일의 루프 디자인도 그대로 계승되었으나, 전체적으로는 2012년에 선보인 컨셉트 카 트랙스터의 디자인과도 일맥상통한다. 어드밴스드 주차 조향 시스템(직각·평행 주차, 평행 출차 지원), 차선 이탈 경보 장치, 플렉스 스티어 등이 적용되었다. 차체와 루프를 서로 다른 컬러로 조합한 투톤 루프와 다양한 컨셉트에 맞춰 내∙외장 주요 부분에 특정 컬러를 적용한 컬러 존을 선택할 수 있다. 아울러 운전자의 취향에 따라 휠 커버를 3가지 컬러(그레이, 레드, 블랙)로 바꿀 수 있는 18인치 체인저블 컬러 알루미늄 휠이 적용되었다. 트위터 스피커는 에어벤트와 결합되었고, 버튼 시동 버튼은 플로어 콘솔에 자리를 잡았다. 오디오와 네비게이션은 CDP 기능이 삭제되었다. 파워 트레인은 기존과 같으나, 1.6ℓ 감마 GDI 엔진은 실제 주행 영역에서의 성능 최적화를 통해 최고 출력과 최대 토크가 낮아졌다. 2014년 1월과 같은 해 3월에 각각 iF 디자인 어워드와 레드닷 디자인 어워드에서 수송 디자인 부문 본상을 수상했다. 같은 해 4월에는 전기자동차인 쏘울 EV가 출시되었다. 1세대 쏘울 EV의 항속거리는 148km까지 주행할 수 있고, 급속 충전시에는 24~33분, 완속 충전시에는 4시간 20분만에 충전이 가능하다. 충전기 포트는 DC 차데모(CHAdeMO) 방식을 이용하며, 차데모 포트의 특성상 라디에이터 그릴에 있는 AC 완속 또는 DC 급속 등 2종류의 충전 포트를 통해 충전할 수 있다. 2015년 6월 25일에 출시된 2016년형은 1.6ℓ U Ⅱ VGT 커먼레일 디젤 엔진의 배출가스 기준을 유로 6에 충족시켰고, 민첩한 변속 반응 속도로 역동적인 주행감을 선사하는 7단 DCT가 새롭게 조합되었다. 또한 아웃도어 아이템과 고객 선호 사양이 확대 적용되었다.

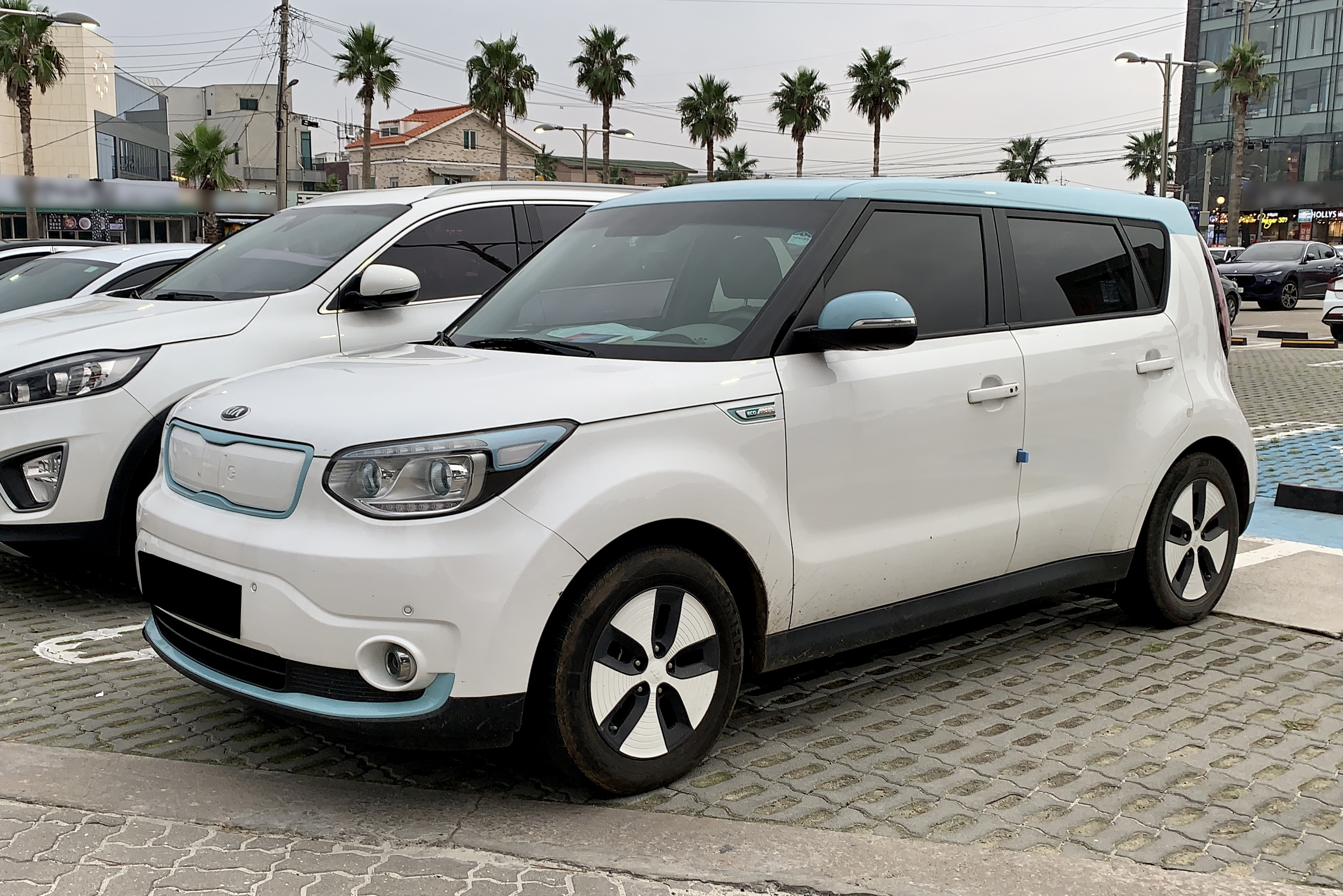
기아 쏘울 EV 정측면
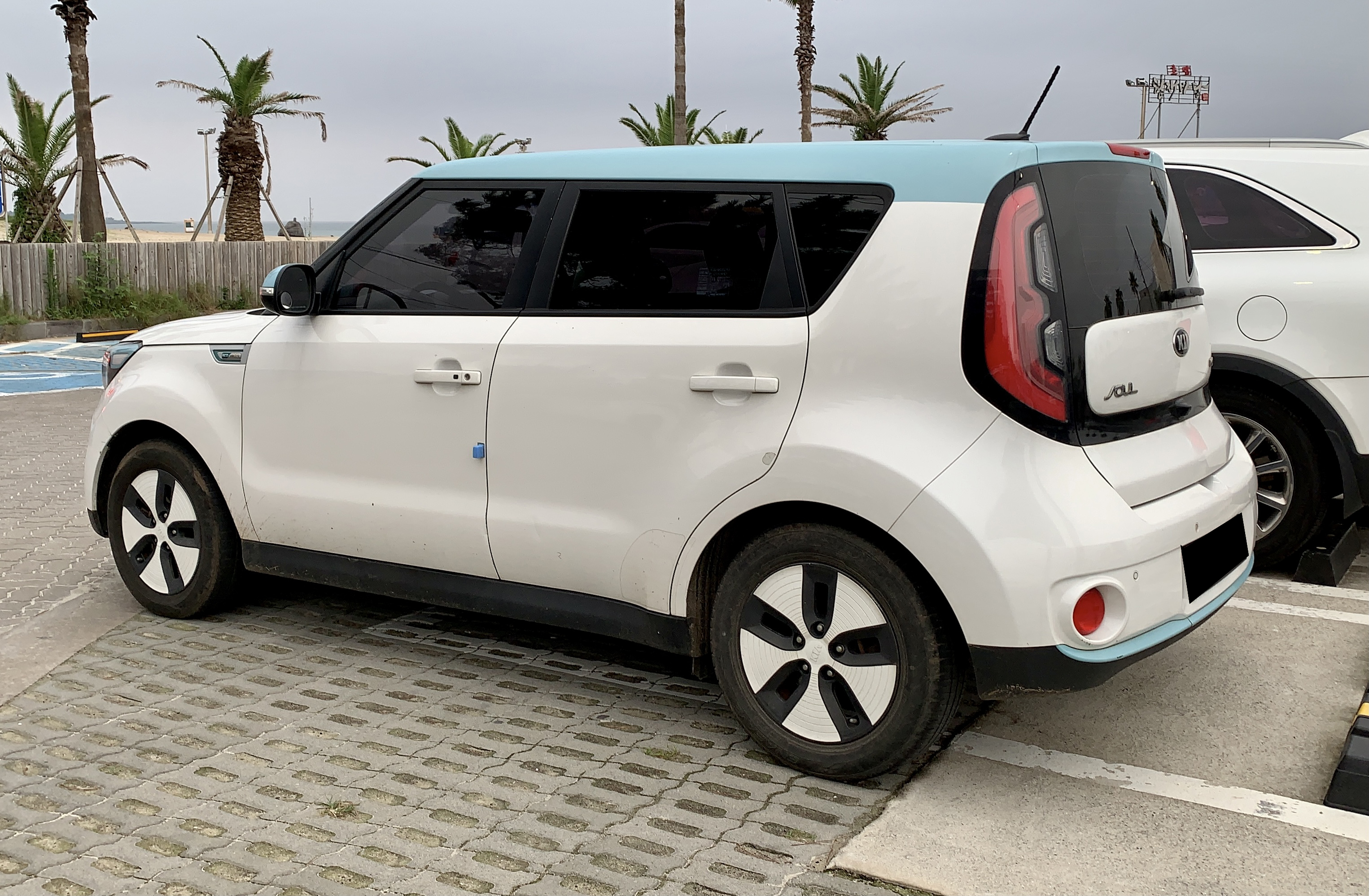
기아 쏘울 EV 후측면

| 전장 (mm)                 | 4,140                                                                            | 4,140                                   | 4,140                                   | 4,140                                   | 4,140                                               | 4,140                                               | 4,140                      |   |   |   |   |   |   |
| 전폭 (mm)                 | 1,800                                                                            | 1,800                                   | 1,800                                   | 1,800                                   | 1,800                                               | 1,800                                               | 1,800                      |   |   |   |   |   |   |
| 전고 (mm)                 | 1,600                                                                            | 1,600                                   | 1,600                                   | 1,600                                   | 1,600                                               | 1,600                                               | 1,600                      |   |   |   |   |   |   |
| 축거 (mm)                 | 2,570                                                                            | 2,570                                   | 2,570                                   | 2,570                                   | 2,570                                               | 2,570                                               | 2,570                      |   |   |   |   |   |   |
| 윤거 (전, mm)             | 1,576(R16)                                                                       | —                                       | 1,576(R16)                              | —                                       | 1,576(R16)                                          | —                                                   | 1,576(R16)                 |   |   |   |   |   |   |
| 윤거 (후, mm)             | 1,588(R16)                                                                       | —                                       | 1,588(R16)                              | —                                       | 1,588(R16)                                          | —                                                   | 1,585(R16)                 |   |   |   |   |   |   |
| 승차 정원                 | 5명                                                                              | 5명                                     | 5명                                     | 5명                                     | 5명                                                 | 5명                                                 | 5명                        |   |   |   |   |   |   |
| 변속기                    | 수동 6단 자동 6단                                                                | 자동 6단                                | 자동 6단                                | 자동 6단                                | 듀얼 클러치 자동 7단                                | 듀얼 클러치 자동 7단                                | —                          |   |   |   |   |   |   |
| 서스펜션 (전/후)          | 맥퍼슨 스트럿/토션 빔                                                            | 맥퍼슨 스트럿/토션 빔                   | 맥퍼슨 스트럿/토션 빔                   | 맥퍼슨 스트럿/토션 빔                   | 맥퍼슨 스트럿/토션 빔                               | 맥퍼슨 스트럿/토션 빔                               | 맥퍼슨 스트럿/토션 빔      |   |   |   |   |   |   |
| 구동 형식                 | 전륜 구동                                                                        | 전륜 구동                               | 전륜 구동                               | 전륜 구동                               | 전륜 구동                                           | 전륜 구동                                           | 전륜 구동                  |   |   |   |   |   |   |
| 연료                      | 가솔린                                                                           | 가솔린                                  | 디젤                                    | 디젤                                    | 디젤                                                | 디젤                                                | 전기                       |   |   |   |   |   |   |
| 배기량 (cc)               | 1,591                                                                            | 1,591                                   | 1,582                                   | 1,582                                   | 1,582                                               | 1,582                                               | —                          |   |   |   |   |   |   |
| 최고 출력 (ps/rpm)        | 132/6,300                                                                        | 132/6,300                               | 128/4,000                               | 128/4,000                               | 136/4,000                                           | 136/4,000                                           | —                          |   |   |   |   |   |   |
| 모터 최고 출력 (kw/rpm)   | —                                                                                | —                                       | —                                       | —                                       | —                                                   | —                                                   | 81.4                       |   |   |   |   |   |   |
| 최대 토크 (kg*m/rpm)      | 16.4/4,850                                                                       | 16.4/4,850                              | 26.5/1,900~2,750                        | 26.5/1,900~2,750                        | 30.6/1,750~2,500                                    | 30.6/1,750~2,500                                    | —                          |   |   |   |   |   |   |
| 모터 최대 토크 (nm/rpm)   | —                                                                                | —                                       | —                                       | —                                       | —                                                   | —                                                   | 285                        |   |   |   |   |   |   |
| 연료 탱크 용량 (ℓ)        | 48 (이후 54로 변경)                                                              | 48 (이후 54로 변경)                     | 48 (이후 54로 변경)                     | 48 (이후 54로 변경)                     | 48 (이후 54로 변경)                                 | 48 (이후 54로 변경)                                 | -                          | - | - | - | - | - | - |
| 공차 중량 (kg)            | 1,264(수동 6단)/ 1,298(자동 6단)                                                 | 1,298(자동 6단)                         | 1,408(자동 6단)                         | 1,426(자동 6단)                         | 1,395(듀얼 클러치 자동 7단)                         | 1,425(듀얼 클러치 자동 7단)                         | 1,508                      |   |   |   |   |   |   |
| 연비 (km/ℓ)               | 도심 10.4/고속 13.1/복합 11.5(수동 6단)/ 도심 10.5/고속 13.2/복합 11.6(자동 6단) | 도심 10.4/고속 13.0/복합 11.5(자동 6단) | 도심 12.9/고속 15.8/복합 14.1(자동 6단) | 도심 12.4/고속 14.9/복합 13.4(자동 6단) | 도심 15.3/고속 16.5/복합 15.8(듀얼 클러치 자동 7단) | 도심 14.6/고속 15.6/복합 15.0(듀얼 클러치 자동 7단) | —                          |   |   |   |   |   |   |
| 에너지 소비 효율 (km/kwh) | —                                                                                | —                                       | —                                       | —                                       | —                                                   | —                                                   | 도심 5.6/고속 4.4/복합 5.0 |   |   |   |   |   |   |
| Co2 배출량 (g/km)         | 152(수동 6단)/ 151(자동 6단)                                                     | 152(자동 6단)                           | 140(자동 6단)                           | 147(자동 6단)                           | 123(듀얼 클러치 자동 7단)                           | 130(듀얼 클러치 자동 7단)                           | —                          |   |   |   |   |   |   |

### 더 뉴 쏘울(2016년8월~2019년1월)

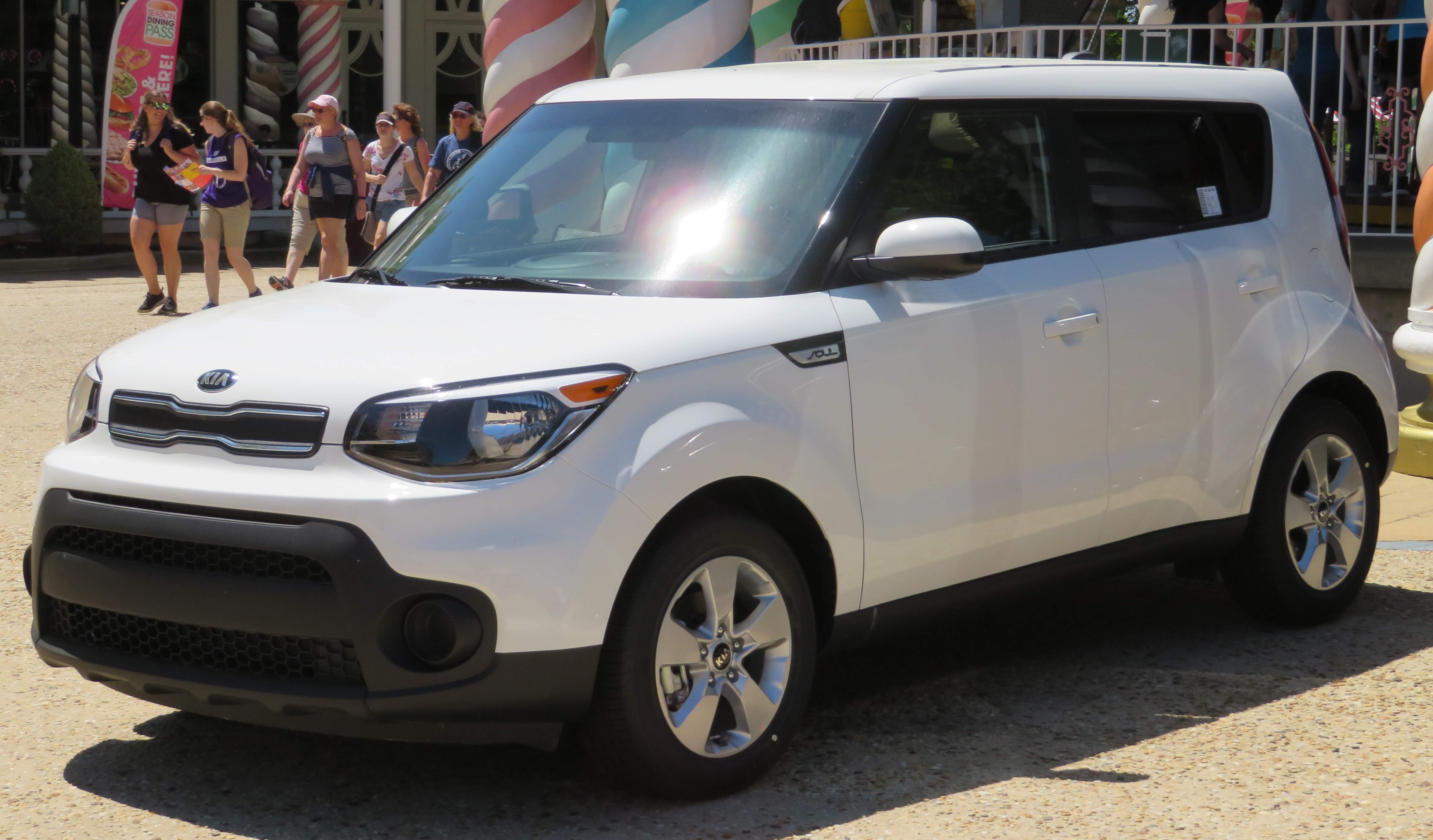
기아 더 뉴 쏘울 정측면

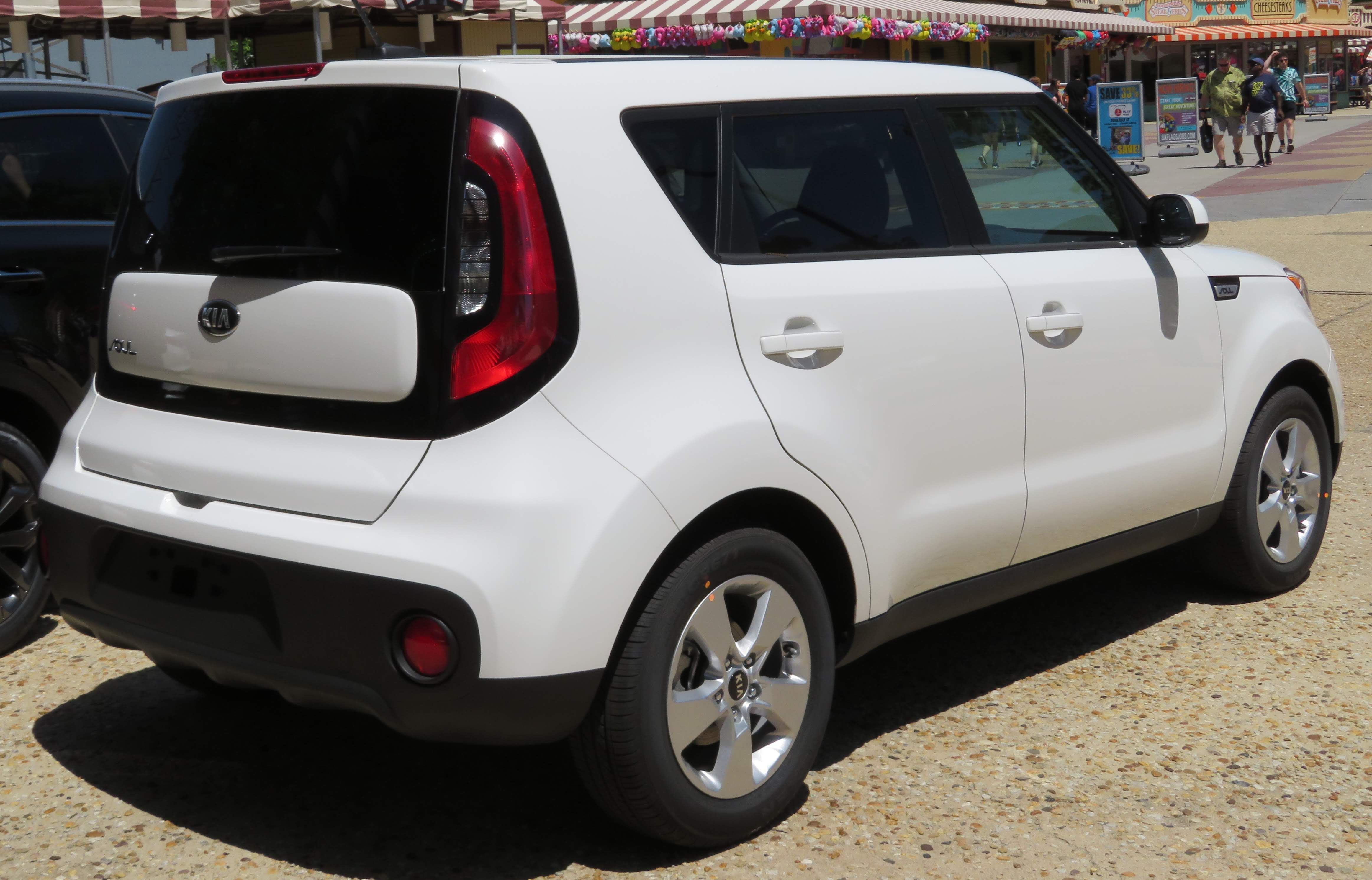
기아 더 뉴 쏘울 후측면

2016년 8월 22일에 출시되었다. 블랙 하이그로시 프론트 범퍼와 하단의 스키드 플레이트가 새롭게 디자인되었고, 프레스티지 트림 이상부터 선택 가능한 스타일 업 패키지는 와일드한 느낌의 범퍼, 사이드실 몰딩, LED 안개등, 신규 디자인의 알루미늄 휠 등으로 구성되었다. 새로워진 6단 자동변속기가 적용되어 연비가 향상되었으며, 커튼 에어백에 전복 감지 기능이 추가되었다. 운전석 세이프티 파워 윈도우와 후방 주차 보조 시스템, 버튼 시동 스마트 키가 모든 트림에 기본 적용되었다. 이와 함께 선보인 2017년형 쏘울 EV는 충전 중단 시간을 설정하여 전기료를 절감하는 예약 공조 기능 강화, 83% → 94%로 급속 충전 용량 확대, 차량 속도에 따라 음향이 변경되는 2세대 가상 엔진 사운드 시스템. 원격 공조 기능 강화, 완속 충전 중 충전용 케이블 도난을 예방하는 완속 충전기 잠금 장치, 내비게이션 LTE 서비스 적용 등 EV 전용 편의 기능을 강화하였다.
| 전장 (mm)                 | 4,140                                   | 4,140                                   | 4,140                                               | 4,140                      |   |   |   |
| 전폭 (mm)                 | 1,800                                   | 1,800                                   | 1,800                                               | 1,800                      |   |   |   |
| 전고 (mm)                 | 1,600                                   | 1,600                                   | 1,600                                               | 1,600                      |   |   |   |
| 축거 (mm)                 | 2,570                                   | 2,570                                   | 2,570                                               | 2,570                      |   |   |   |
| 윤거 (전, mm)             | 1,576(R16)                              | —                                       | 1,576(R16)                                          | 1,576(R16)                 |   |   |   |
| 윤거 (후, mm)             | 1,588(R16)                              | —                                       | 1,588(R16)                                          | 1,585(R16)                 |   |   |   |
| 승차 정원                 | 5명                                     | 5명                                     | 5명                                                 | 5명                        |   |   |   |
| 변속기                    | 자동 6단                                | 자동 6단                                | 듀얼 클러치 자동 7단                                | —                          |   |   |   |
| 서스펜션 (전/후)          | 맥퍼슨 스트럿/토션 빔                   | 맥퍼슨 스트럿/토션 빔                   | 맥퍼슨 스트럿/토션 빔                               | 맥퍼슨 스트럿/토션 빔      |   |   |   |
| 구동 형식                 | 전륜 구동                               | 전륜 구동                               | 전륜 구동                                           | 전륜 구동                  |   |   |   |
| 연료                      | 가솔린                                  | 가솔린                                  | 디젤                                                | 전기                       |   |   |   |
| 배기량 (cc)               | 1,591                                   | 1,591                                   | 1,582                                               | —                          |   |   |   |
| 최고 출력 (ps/rpm)        | 132/6,300                               | 132/6,300                               | 136/4,000                                           | —                          |   |   |   |
| 모터 최고 출력 (kw/rpm)   | —                                       | —                                       | —                                                   | 81.4                       |   |   |   |
| 최대 토크 (kg*m/rpm)      | 16.4/4,850                              | 16.4/4,850                              | 30.6/1,750~2,500                                    | —                          |   |   |   |
| 모터 최대 토크 (nm/rpm)   | —                                       | —                                       | —                                                   | 285                        |   |   |   |
| 연료 탱크 용량 (ℓ)        | 54                                      | 54                                      | 54                                                  | -                          | - | - | - |
| 공차 중량 (kg)            | 1,290(자동 6단)                         | 1,325(자동 6단)                         | 1,425(듀얼 클러치 자동 7단)                         | 1,508                      |   |   |   |
| 연비 (km/ℓ)               | 도심 10.5/고속 12.5/복합 11.3(자동 6단) | 도심 10.0/고속 12.0/복합 10.8(자동 6단) | 도심 14.2/고속 15.1/복합 14.6(듀얼 클러치 자동 7단) | —                          |   |   |   |
| 에너지 소비 효율 (km/kwh) | —                                       | —                                       | —                                                   | 도심 5.6/고속 4.4/복합 5.0 |   |   |   |
| Co2 배출량 (g/km)         | 146(자동 6단)                           | 152(자동 6단)                           | 129(듀얼 클러치 자동 7단)                           | —                          |   |   |   |

## 3세대(SK3)

### 쏘울 부스터(2019년1월~2025년5월)

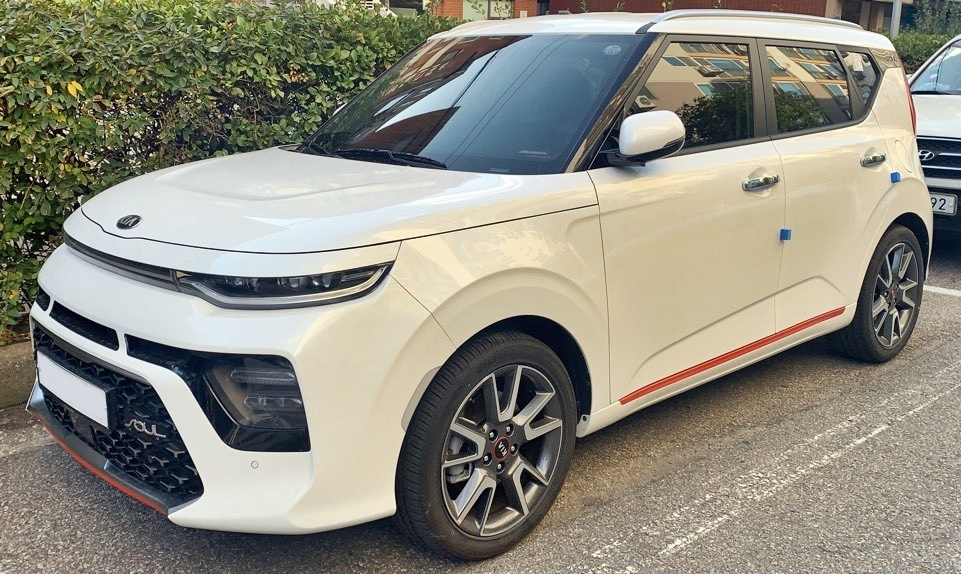
기아 쏘울 부스터 정측면

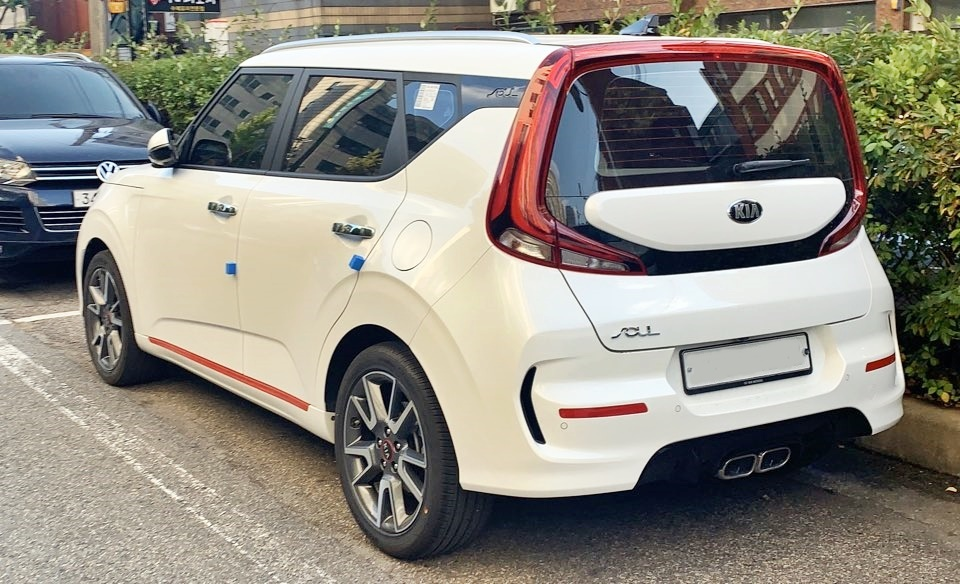
기아 쏘울 부스터 후측면

2019년 1월 사전 계약을 받기 시작했고, 1월 23일에 출시했다. 코나 등에도 깔리는 i30의 플랫폼을 공용하지만, 전륜구동으로만 나왔다. 1.6 가솔린 터보 엔진과 DCT를 맞물린 사양과 전기자동차로만 나온다. EV의 항속거리는 386km다. 충전기 포트는 DC 차데모(CHAdeMO) 방식에서 DC콤보-1으로 교체했다.
하지만 같은 공장에서 생산하는 셀토스가 강세를 보이면서 판매 부진에 시달렸다. 결국 셀토스와의 수요 간섭으로 2021년에 대한민국 내수 판매가 중단됐다. 내수 판매가 중지됨에 따라 스토닉처럼 수출용으로만 생산했고, 페이스리프트를 한 차례 거쳤으나 유럽 시장에서는 2024년 8월에 판매를 중지하고 EV3에 자리를 넘겼다. 그리고 기아에서 EV5의 대한민국 런칭을 선언함에 따라, 2025년 5월 말에 완전히 단종됐다. 광주공장의 쏘울 생산라인을 개수하여 EV5를 생산하기로 했다.

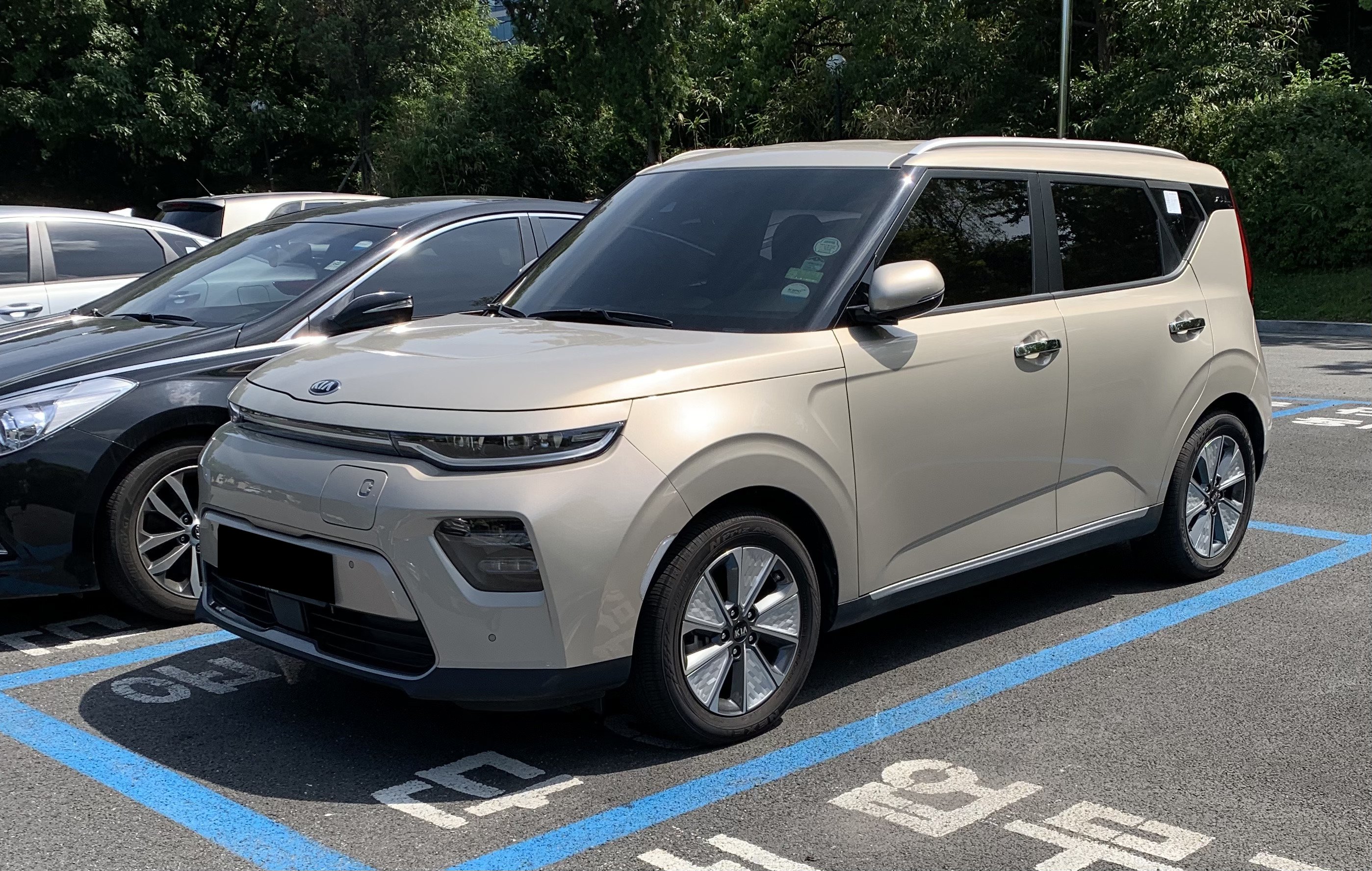
기아 쏘울 부스터 EV 정측면
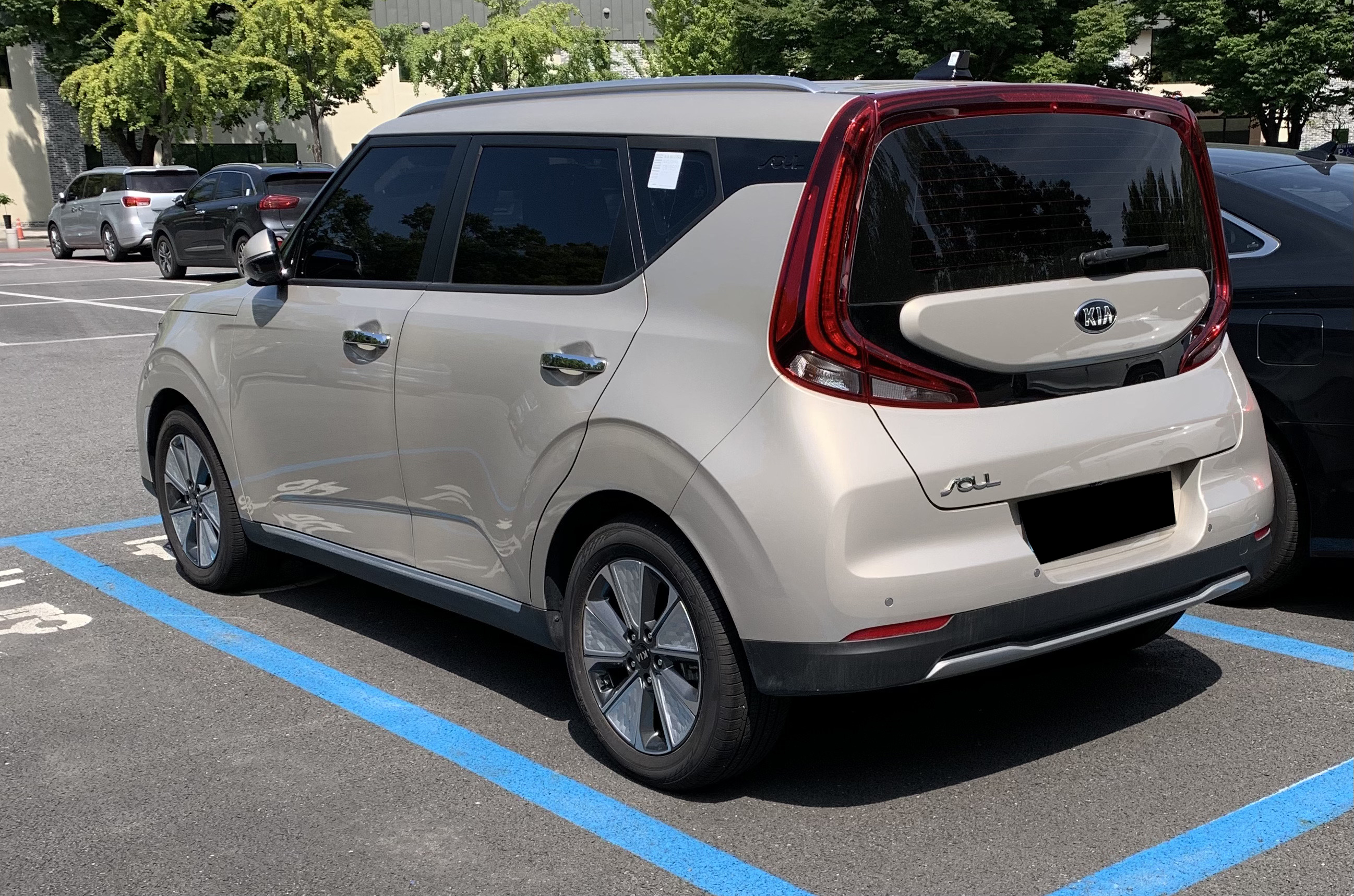
기아 쏘울 부스터 EV 후측면

### 쏘울 GT-Line(2022년5월~2025년5월)
2022년 5월 4일 출시되었다.

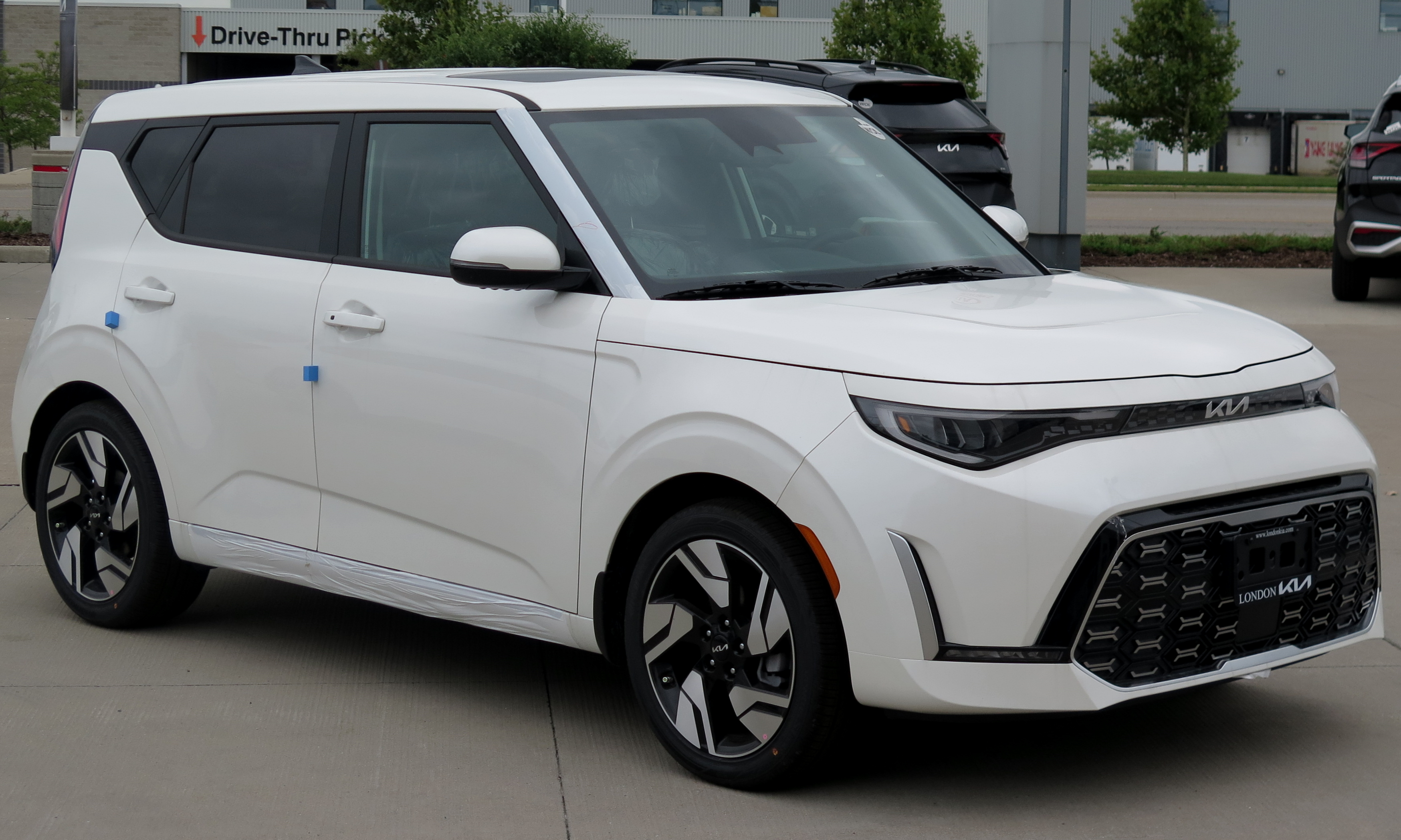
기아 쏘울 GT-Line 정측면
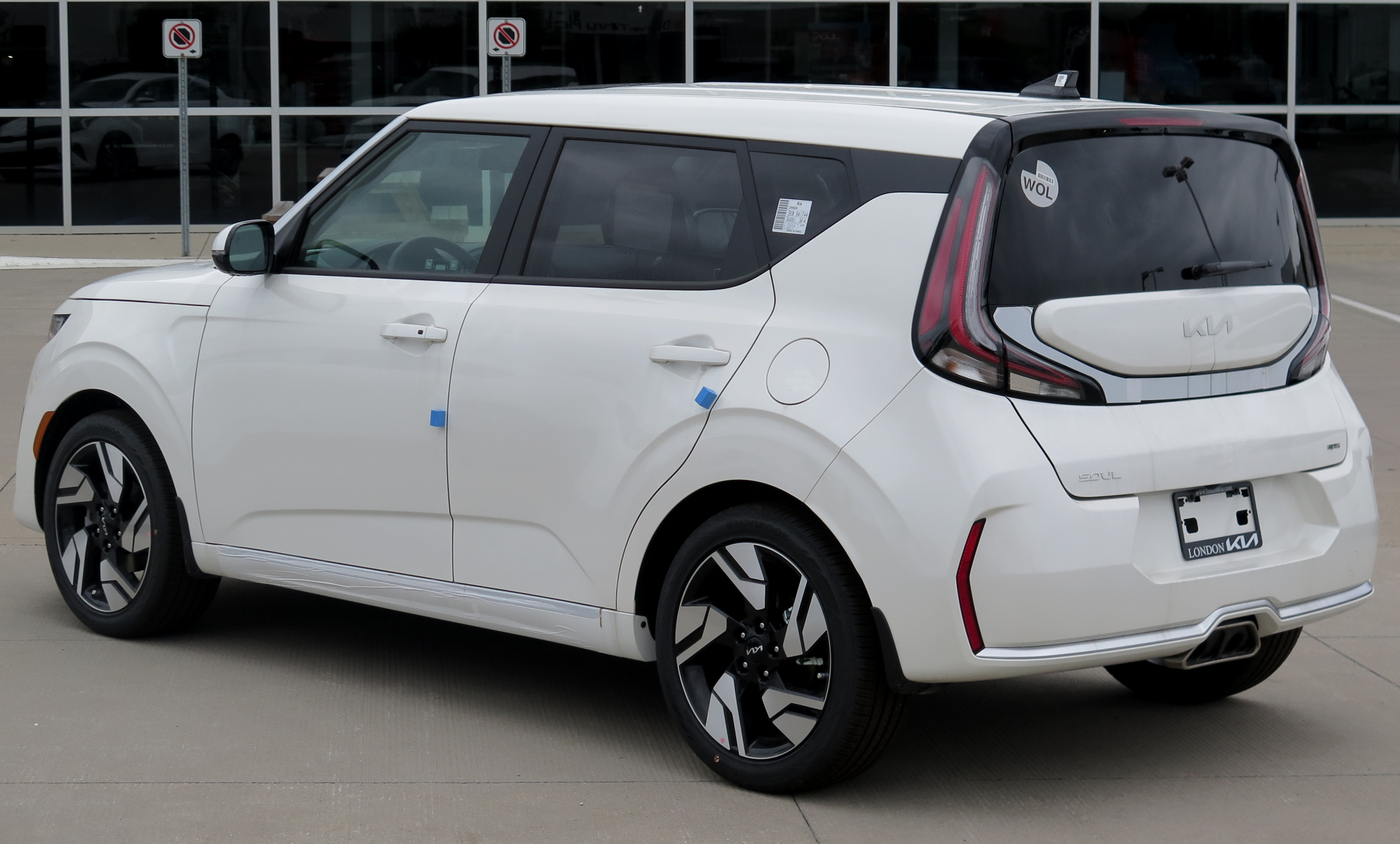
기아 쏘울 GT-Line 후측면
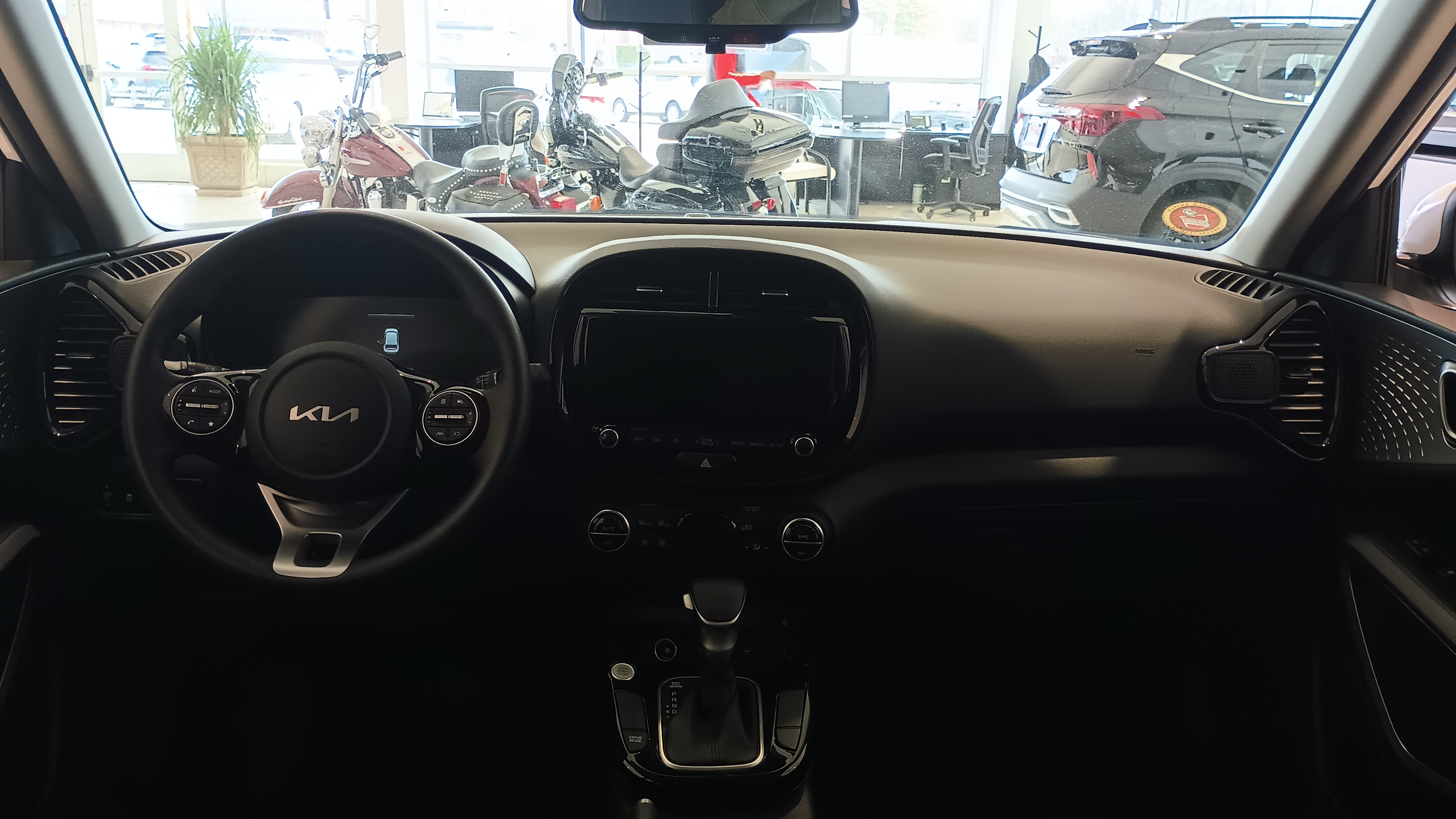
기아 쏘울 GT-Line 실내

## 역대 슬로건

### 1세대(AM)
- sing a SOUL (쏘울)
- get a SOUL (쏘울)
- See the Truth (쏘울)
- Time to SOUL (쏘울)
- Urban pleasure (쏘울)

### 2세대(PS)
- 당신을 닮아가는 프로젝트 (올 뉴 쏘울)
- New Electric generation (쏘울 EV)

### 3세대(SK3)
- SOUL IS COMING (쏘울 부스터)
- New Performer (쏘울 부스터)

## 컨셉트카

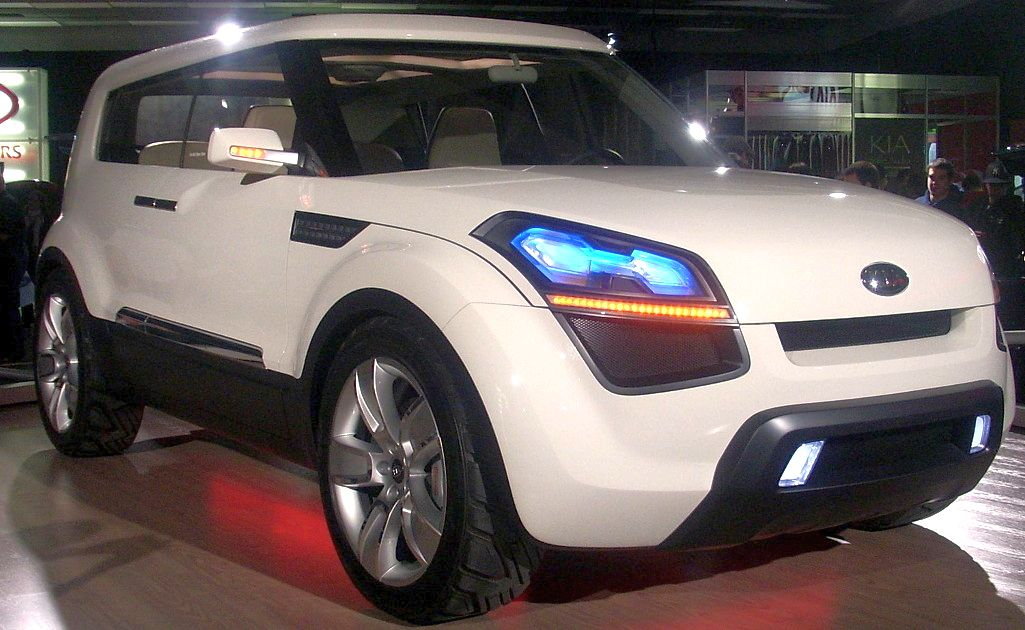
기아 쏘울 컨셉트카 정측면
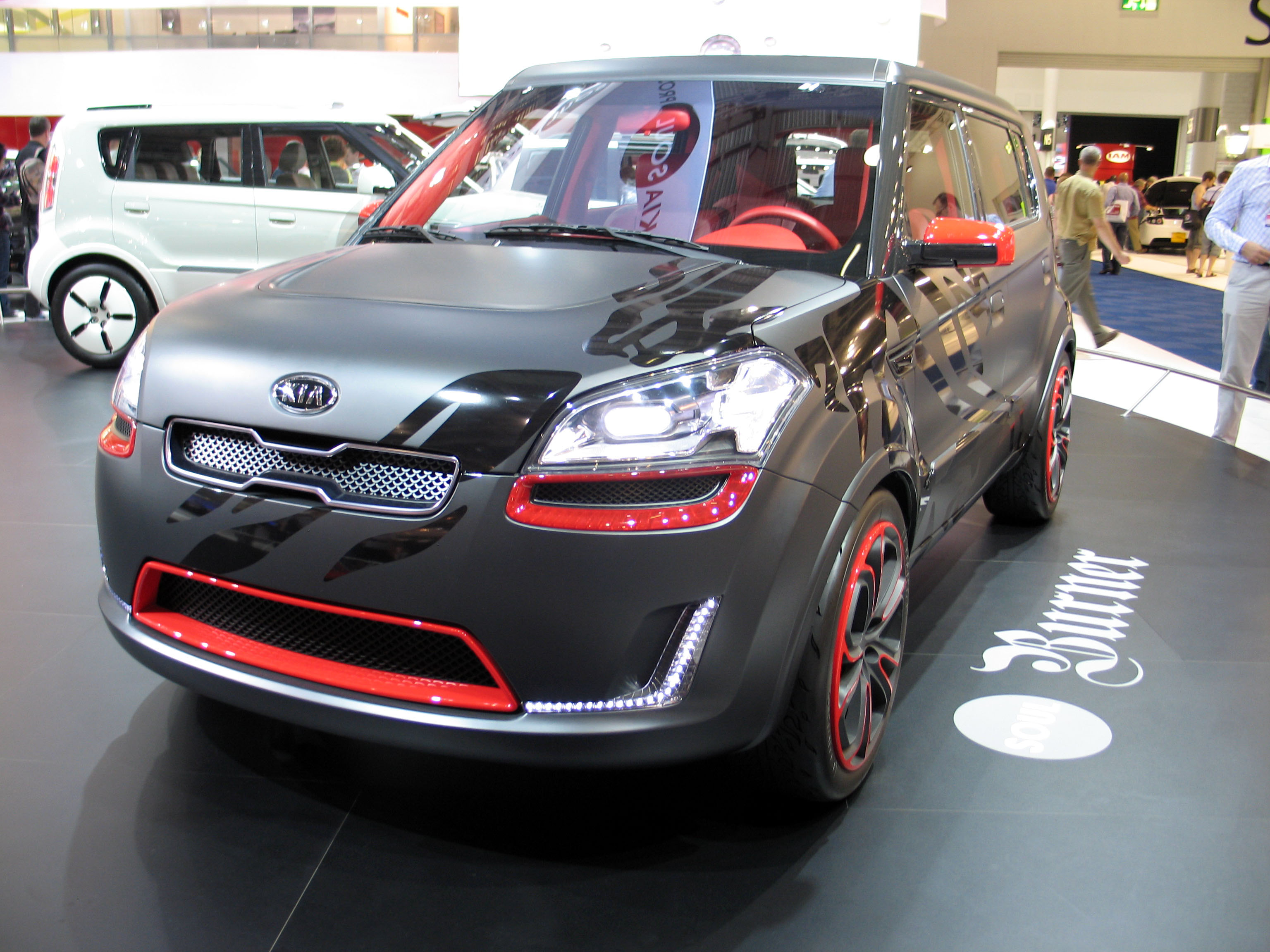
기아 쏘울 버너 컨셉트카 정측면
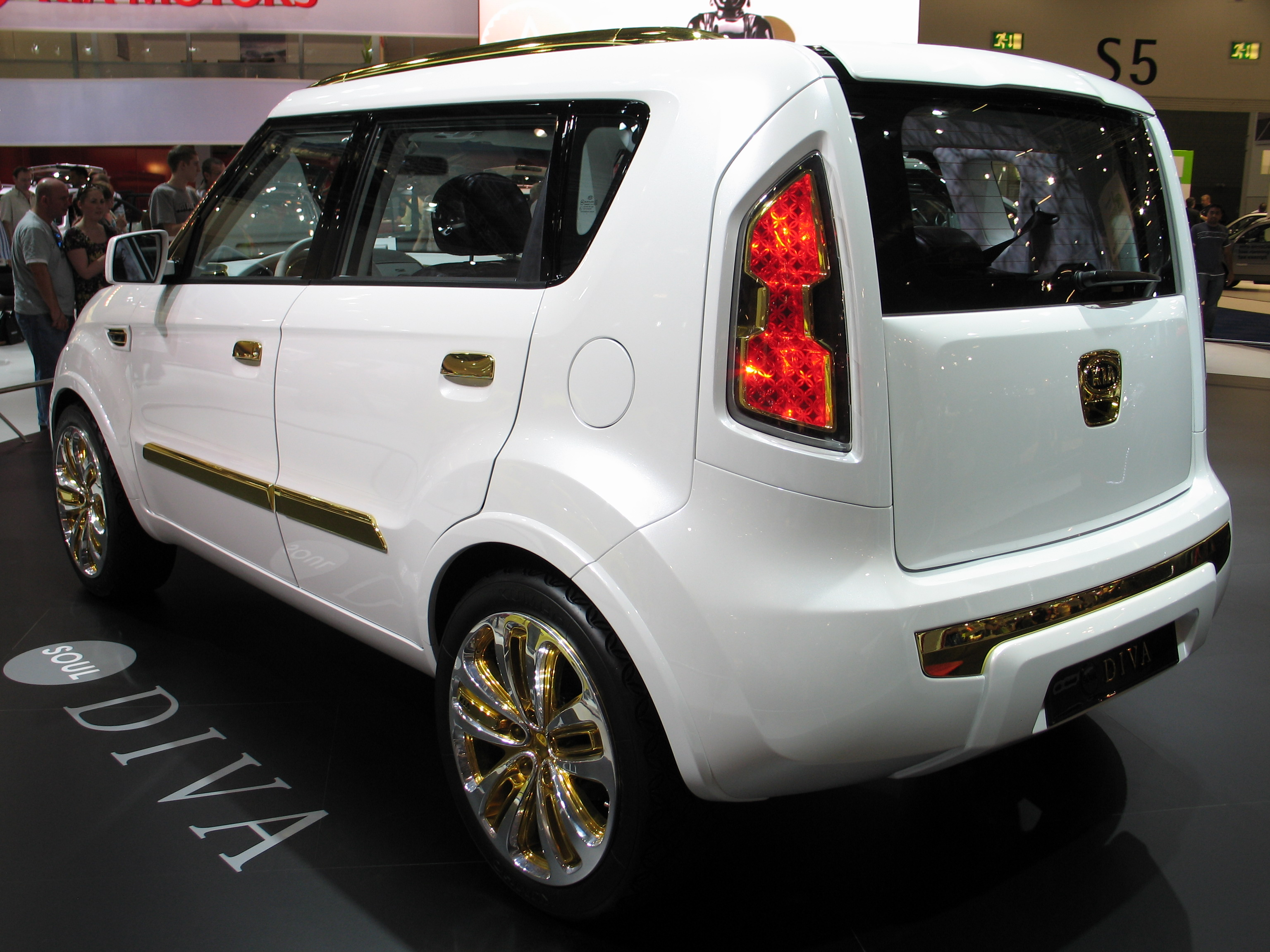
기아 쏘울 디바 컨셉트카 후측면
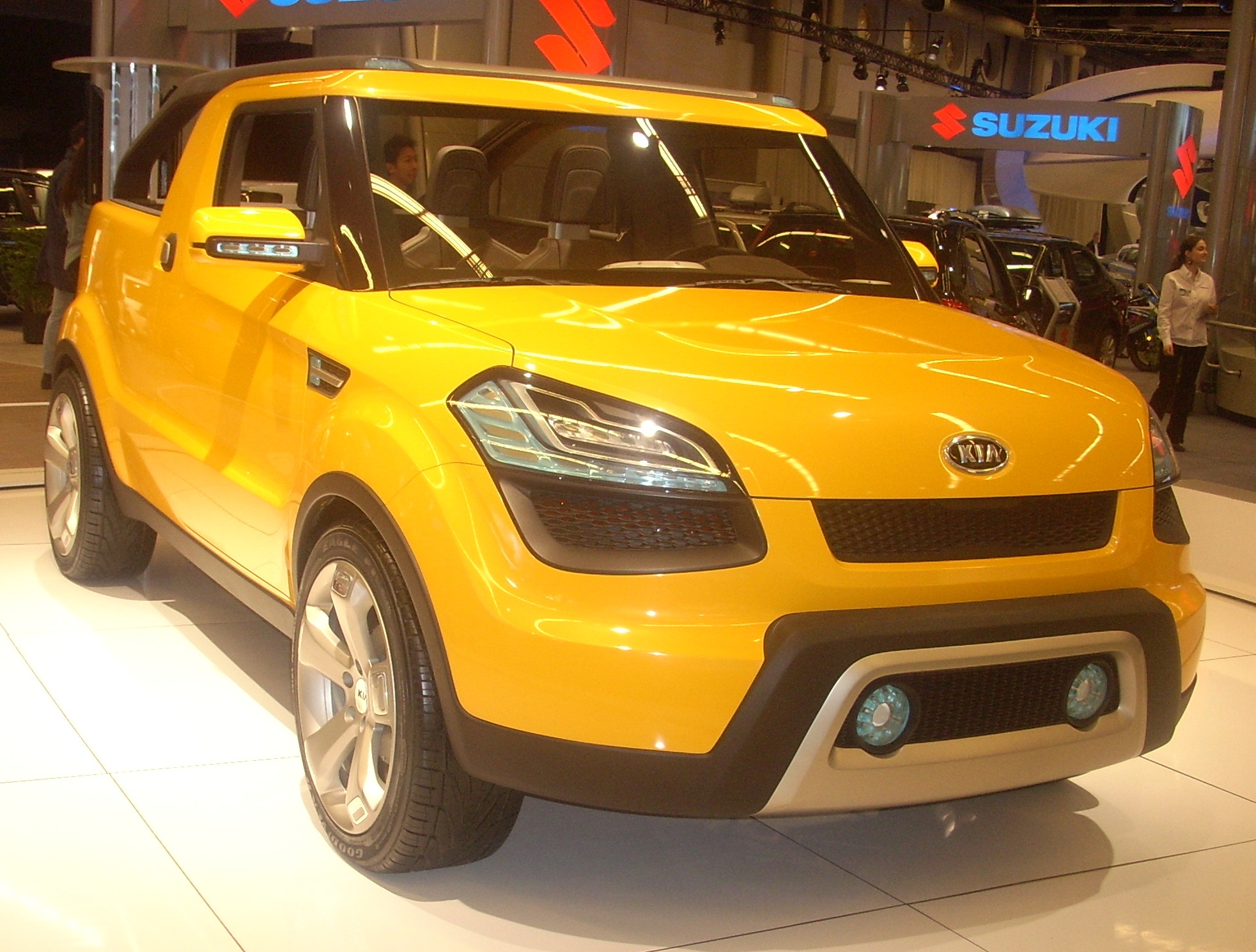
기아 쏘울스터 컨셉트카 정측면
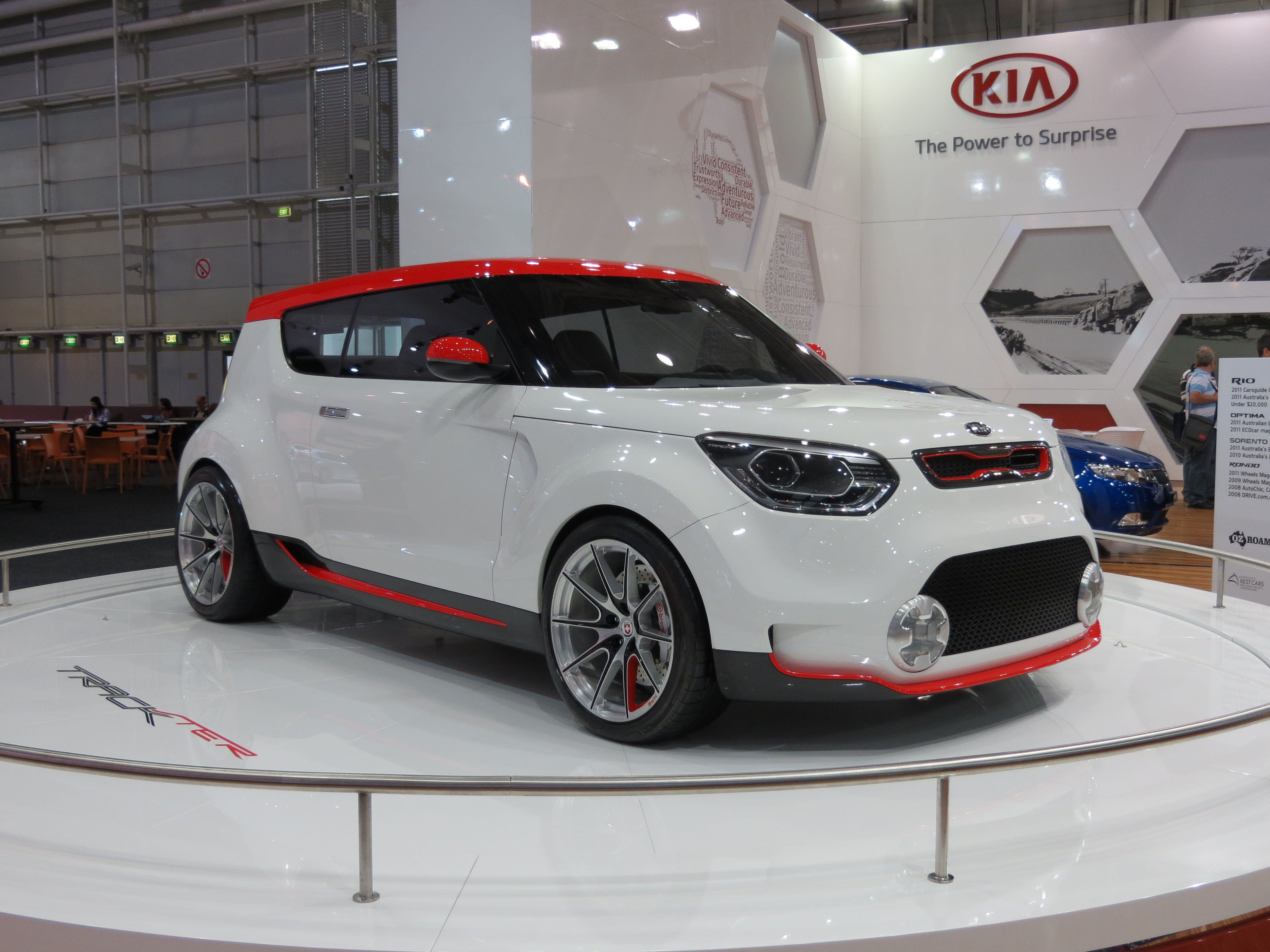
기아 트랙스터 컨셉트카 정측면
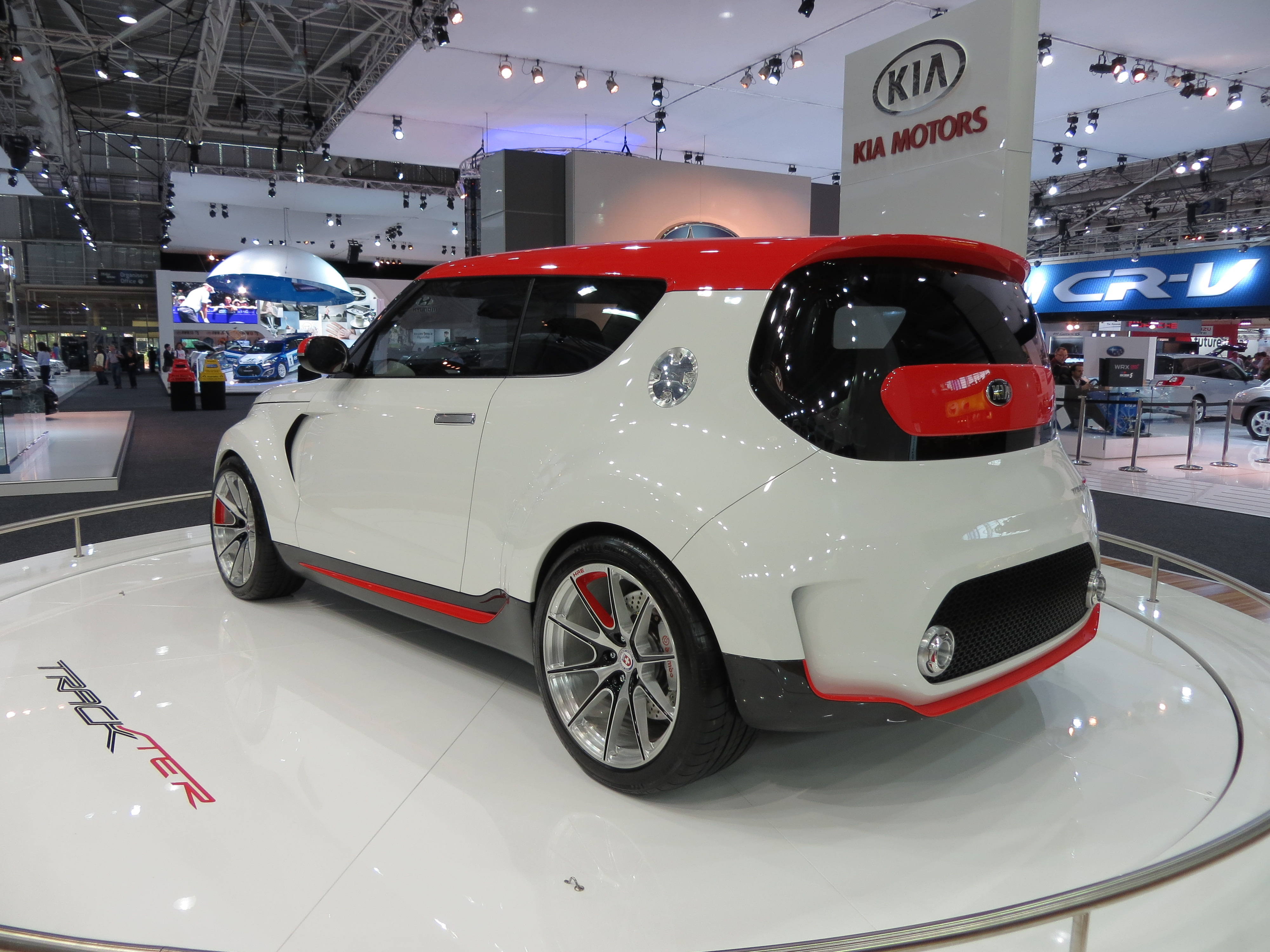
기아 트랙스터 컨셉트카 후측면

## 각종 미디어에서의 등장

### 만화에서의 등장
- 변신자동차 또봇 - 또봇 X (1세대 모델), 또봇 어드벤처 X (2세대 모델)

## 경쟁 차종

### 소형 SUV와 비슷한 차량
- 현대자동차 - 코나, ix25, 베뉴
- 기아자동차 - 니로, 스토닉, 셀토스
- 쉐보레 - 트랙스
- 쌍용자동차 - 티볼리
- 르노삼성자동차 - XM3
- 오펠 - 모카, 크로스랜드 X
- 뷰익 - 앙코르
- 폭스바겐 - 티크로스, 티록
- 세아트 - 아로나
- 스코다 - 예티
- 지프 - 레니게이드
- 포드 - 에코스포츠
- 시트로엥 - C3 에어크로스, C4 칵투스
- 푸조 - 2008
- 르노 - 캡쳐
- 닛산 - 쥬크
- 혼다 - HR-V
- 피아트 - 500X
- 마쓰다 - CX-3, CX-4
- 토요타 - C-HR, 러쉬

### 이 크기와 비슷한 차량
- 현대자동차 - 캐스퍼
- 스즈키 - 허슬러
- 라다 - 니바
- 우아즈 - 헌터
- 사이언 - xD

## 수상 내역
- 미국 US 뉴스 앤드 월드 리포트 <2025 최고의 고객가치상> - '최고의 서브 콤팩트 SUV' 부문